# الغزو المغولي لخوارزم
الغزو المغولي لخوارزم (بالفارسية: حملهٔ مغول به خوارزم) أو الغزو المغولي لِإيران (بالفارسية: حملهٔ مغول به ايران) وفق بعض المراجع الإيرانيَّة المُعاصرة، هو مصطلح يشير إلى ثلاثة حملات مغولية على الدولة الخوارزمية بين سنوات 1219-1256 م (616-654 هـ). أدت تلك الحملات إلى تأسيس الدولة الإلخانية في فارس، وأعقبها استيلاء المغول على العراق والقفقاس وأجزاء من آسيا الصغرى التي كانت تحت حكم السلاجقة، حيث امتدت من «نهر جيحون» إلى عراق العرب غربًا، ومن جنوبي روسيا شمالاً إلى بحر العرب جنوبًا.
أصبح لجنكيز خان بعد سيطرته على الصين وقسم من آسيا الوسطى حدودًا مع الدولة الخوارزمية. في البداية، ارتضى جنكيز خان في شبه اتفاق حسن مجاورة ملك خوارزم محمد خوارزم شاه الثاني، ولكن بعد أن أقدم حاكم مدينة أوترار الخوارزميَّة على الفتك بقافلة مغولية في مدينة أترار، ثار غضب جنكيز خان وقرر غزو العالم الإسلامي.
شنّ جنكيز خان حملة عسكرية بقيادة ابنه جوجي خان ضد الدولة الخوارزمية في سبتمبر 1219 م (خريف 616 هـ)، وواجهها السلطان محمد في نفس السنة في معركة انهزم فيها السلطان، وبدا له قوة المغول، فآثر عدم مواجهتهم مجددًا. وقبل أن يلفظ السلطان محمد أنفاسه الأخيرة في 13 شوال 617 هـ، أوصى بالسلطان من بعده لابنه جلال الدين. صمد السلطان الجديد أمام الجيش المغولي بعد وفاة أبيه لأكثر من 10 سنوات. وفي سنة 626 هـ، وقع الهجوم المغولي الثاني بقيادة جورماغون بأوامر من أخيه منكو خان. كان هذا الهجوم بغرض القضاء على المقاومة الخوارزمية، والسيطرة على المناطق المتبقية. أدّى الهجومان المغوليان إلى نهاية حكم الخوارزميين في فارس، وتم نهب وقتل سكان مدن سمرقند ومرو وباميان وهراة وطوس ونيسابور، ودُمِّرت عاصمة الدولة كهنه غرغانج بالكامل. لم يتعرض شمال وشمال شرقي إيران فحسب للتخريب، بل وطال التدمير بشكل كبير مدن وسط وغرب إيران حاليًا في الري وقم وقزوين وهمدان ومراغة وأردبيل. بعد هذا الانتصار، انتهج خلفاء جنكيز خان سياسة مُغايرة لسياسته، وفضّلوا تأمين فُتوحات المغول وإرساء دعائم الدولة والسيطرة على الشعوب بدلًا من مُواصلة الفُتوحات، وقتل الناس وتدمير مدنهم.
وفي سنة 1254 م (654 هـ)، وقع الهجوم الثالث بقيادة هولاكو خان بعد أربعين سنة من هزيمة محمد خوارزم شاه. وضع هولاكو خطة عسكرية تقضي، أولًا، بالقضاء على الإسماعيلية الحشاشين، وأخذ بفتح قلاع الحشاشين الحصينة في قهستان ورودبار وقومس، ووزَّع غنائمها على قادة جيشه وعساكره، ولم يبق أمامه سوى قلعة آلموت المعقل الرئيسي للحشاشين. وفي 26 ذي القعدة 654 هـ، تمكن المغول من إسقاط قلعة آلموت، وقتلوا الكثير من الحشاشين، ودُمِّرت آلموت عن بُكرة أبيها وجُعلت قاعًا صفصفًا، ثُمَّ تبع ذلك استيلاء المغول على سلطنة الرُّوم السلاجقة بقيادة بايجو نويان. صمد الخوارزميون في دفاعهم عن أنفسهم خلال حملة المغول الأولى في مدن أترار وخجند وهراة وخوارزم ونيسابور وهراة وتالقان وسمنان بشدة، إلا أن الخلافات بين أعيان المدن وقادة الجيوش، وعدم وجود قائد مدبر، وفرار السلطان خوارزمشاه، وعدم تنسيق سبل المقاومة، كانت كلها أسبابًا لفشل ذلك الصمود.

## أوضاع الدولة الخوارزمية قبل الغزو المغولي

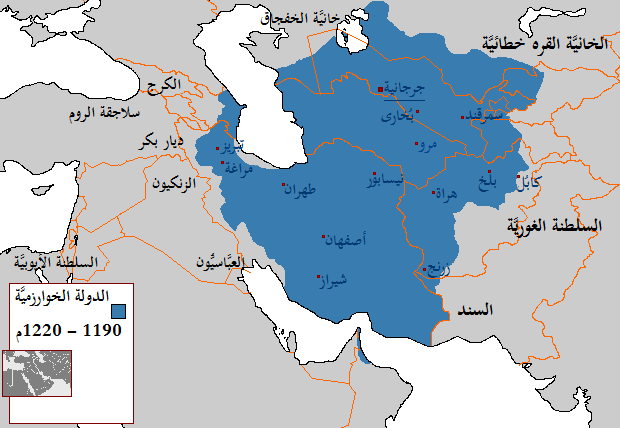
الدولة الخوارزميَّة ما بين سنتيّ 1190م و1220م.

قبل المُلك، كانت أسرة خوارزم شاه تعمل في خدمة السلاجقة، ولم يكن لها عشيرة تساندها، مما جعلها تلجأ لتكوين جيشها من المرتزقة من قبائل الغز أو القانقلي الذين كان ولائهم لمن يدفع لهم، وكانوا كثيرًا ما ينقبلون على مُؤجّريهم، لذا حرص محمد خوارزم شاه على ألا يثير سخطهم وغضبهم.
أدخل محمود الغزنوي عندما تولى الحكم بين عامي 387-421 هـ، تنظيمات عسكرية فريدة من نوعها في عصره. فجعل جنود الجيش يحصلون على جانب من غنائم الحرب إضافة إلى رواتبهم. وظهور الجيوش وتوسعها بناء على الأفواج العرفية التقليدية القبلية، كان أوّل وأهم ميزة مجتمعية أوصلت قبائل آسيا الوسطى (الدولة الخوارزمية) في فارس إلى السلطة. ولكن كان لظهور الجيش النظامي كلفته العسكرية، وجباية الضرائب كانت بيد الولاة والحكام المحليين، والأراضي التي افتتحها رؤساء القبائل بالسيف، كانت تُقسّم بين الغانمين، ولم يكن لها خراج في العهد الخوارزمي.
كان حكام المناطق في إيران يسمّون أنفسهم على الأغلب ملك أو أمير أو شاه، والقليل منهم الذي يرجع عهدهم إلى العهد السلجوقي كانوا يسمون أنفسهم أتابك مثل بعض من طائفة السلغوريين (543–663 هـ) التي كانت تحكم ولاية فارس (محافظة فارس حاليًا)، وأتابكة أذربيجان (531–622 هـ) الذين حكموا أذربيجان والشوانكارة (448-756 هـ) الذين حكموا القسم الشرقي من فارس ما بين كرمان والخليج العربي، وأتابكة لر الكبرى (550-827 هـ) وأتابكة لر الصغرى (580-1006 هـ) الذين حكموا مناطق غرب إيران، وأتابكة يزد (536-728 هـ) الذين حكموا يزد، وكانت الخلافات الداخلية والتوتر سائدًا بين هؤلاء الطوائف في تلك الفترة.
توسع الرقعة الخوارزمية في عهد السلطان محمد والحرب مع الخليفة العباسي أحمد الناصر لدين الله

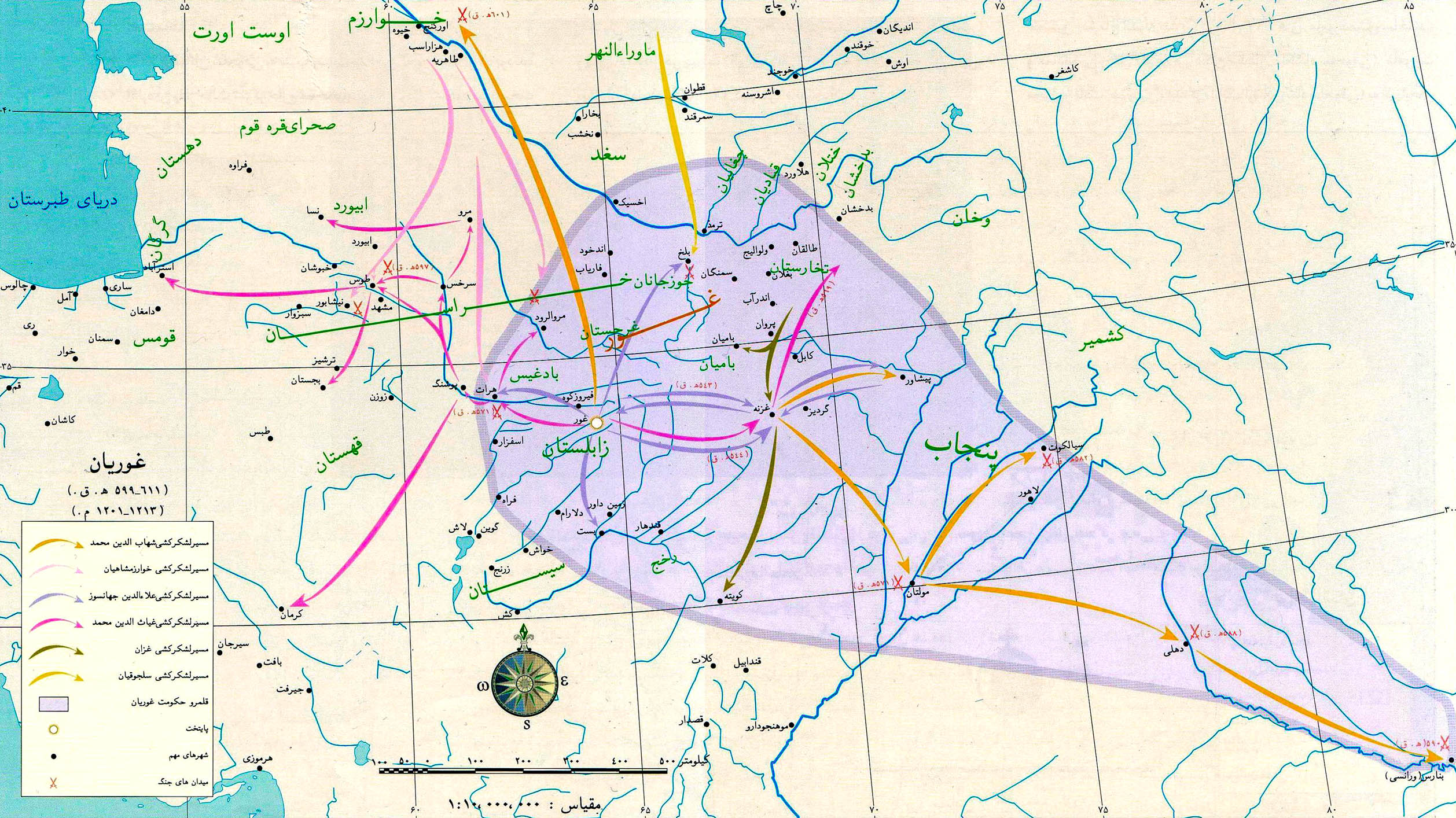
خريطة تُظهر أراضي دولة أسرة غوريان الطاجيکية-الإيرانية بين سنتي 597-609 هـ (1201-1213 م)، التي شملت طالقان خراسان وبلخ وهراة وولاية بروان وباميان.

نافس السلطان محمد خوارزم شاه الثاني الغوريين (597-609 هـ) الذين أسقطوا الدولة الغزنوية (344-583 هـ)، وتمكنوا من السيطرة على باقي الأراضي الغزنوية ومدن خراسان مثل بلخ منشأ جلال الدين الرومي. تمكن السلطان محمد من هزيمة الغوريين، وافتتاح عاصمتهم غزنة سنة 609 هـ. وفي سنة 611 هـ، تمكن من التوسع شرقًا إلى الهند. وقبلها في سنة 606 هـ، افتتح مازندران التي كانت تحت سيطرة آل باوند لفترة طويلة. تزامن ذلك مع تأسيس الدولة القره خطائية في كاشغر وختن في شمال الصين على يد جماعة من الأتراك المغول في منتصف القرن السادس الهجري، وكانت ديانتهم البوذية. وقد قَبِلَ الخوارزميون دفع جزية سنوية لتلك الدولة حتى لا تغزوهم، ووقعا معاهدة على ذلك ولكن عندما وصل السلطان محمد إلى القدرة رفض دفع الجزية لدولة مشركة بحسب اعتقاده واشتبك جيشه ثلاثة مرات مع القرة خطائيين، وتمكن من إخراجهم من بلاد ما وراء النهر سنة 607 هـ، وتمكن من فتح بخارى وسمرقند بمساعدة كشلو خان زعيم قبائل نايمان.
وبعد انهيار دولة سلاجقة العراق (511-590 هـ) على يد علاء الدين تكش والد السلطان محمد خوارزمشاه، وقع الخلاف بين الخليفة العباسي أحمد الناصر لدين الله وعلاء الدين تكش حول حكم غرب إيران، لذا فمنذ وصول السلطان محمد للسلطة، وحتى نهاية حكمه كان في قتال دائم مع العباسيين في غرب إيران. لجأ الخليفة إلى إثارة الغوريين وعلماء ما وراء النهر المتشددين ضد السلطان محمد، كما طلب مساعدة الحشاشين والدولة القره خطائية (غير المسلمة) وطوائف من المغول، لكن نتيجة ذلك لم تكن فحسب انهيار دولة الخوارزميين، بل وأدت أيضًا إلى سقوط دولته.
ما أن بلغت حدود دولة السلطان محمد إلى كاشغر ونهر السند شرقًا، حتى قرر التوسع غربًا حتى العراق. حينئذ، كان العراق بيد أتابكي فارس وأذربيجان، وكان السلطة إسميًا للخليفة العباسي. قبل أن يُقدم السلطان محمد على تلك الخطوة بالتوسع غربًا، جمع رجال الدين في بلاده في مجمع انتزع فيه منهم قرارًا بشرعية عزل الخليفة العباسي، ليكتسب عمله هذا صبغة شرعية وحتى يأمن معارضة المعارضين من رجال دولته، بل استطاع أن يحمل المجتمعين على الاعتراف بأن العباسيين ليسوا أصحاب الحق الشرعي في الخلافة، وأنهم اغتصبوها من العلويين أصحاب الحق الشرعي فيها. أعلن خوارزم شاه عزل الناصر، وأسقط اسمه من خطبة الجمعة ومحى اسمه من النقود، وقرر الزحف على بغداد سنة 614 هـ، غير إنه تعرض لعواصف ثلجية في ممر أسد آباد الجبلي، ومع هلاك جانب من الجيش، لم يكن أمام قادة الجيش خيار سوى الرجوع إلى وطنهم.

## أسباب اندلاع الحرب

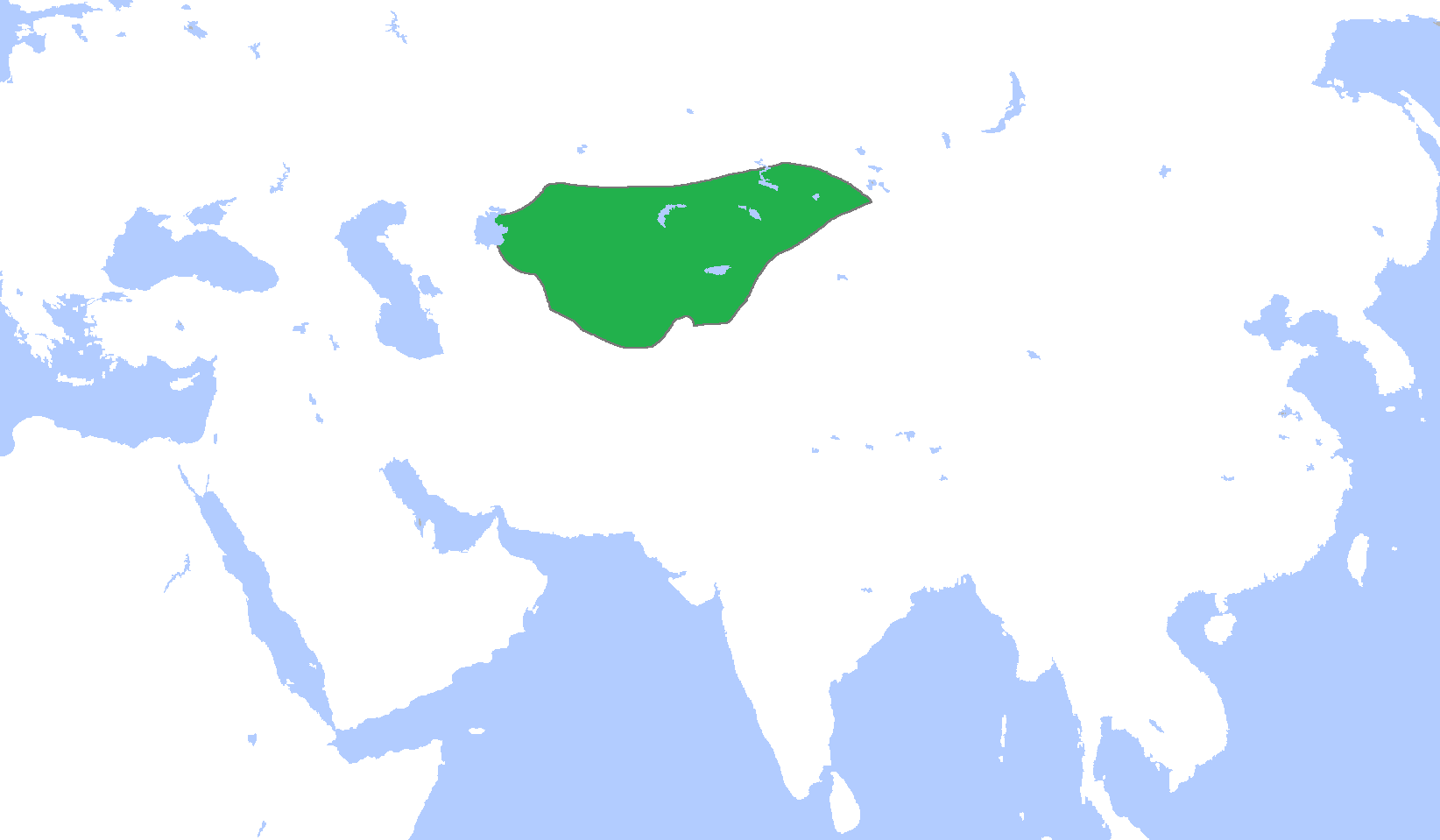
خريطة دولة القره خطائيين في حوالي 1200 ميلادي 596 هـ.

تمكن المغول تحت قيادة زعيمهم الكبير الخاقان «تيموجين» الشهير بِلقب «جنكيز خان»، من التوسُّع جنوبًا في شمال الصين، وغربًا على حساب قبائل القرة خطاي. فتمكَّن المغول من هزيمة مملكة سونج الصينيَّة، وفتحوا عاصمتها بكين سنة 612 هـ/1215 م، ثُمَّ كرُّوا على أعدائهم في الغرب وقهروا كشلو خان ملك الدولة القرة خطائيَّة، وكانت أملاكه تقع في إقليم ما وراء النهر على حُدود البلاد الإسلاميَّة، واستولى جنكيز خان على بلاده، حتَّى أضحت إمبراطوريَّته الواسعة تُجاورُ الدولة الخوارزمية. تشير بعض المصادر على عدم وجود نوايا لجنكيز خان للتوسع في إيران، نظرًا لاستيلائه على الصين الغنية بالثروات. عُرف عن جنكيز تشجيعه للتجارة، لذا أقام علاقات ودية مع السلطان محمد الذي كان جنكيز يعتبره ملكًا قويًا. أرسل جنكيز وفدًا من التجار برئاسة محمود الخوارزمي ليشرح للسلطان محمد عن سعة بلاده وقدراته وممتلكاته. غضب السلطان محمد من خطاب جنكيز لمخاطبته بلفظ «أعز أولادي» فقول جنكيز إن السلطان في منزلة الابن معناه التبعية لجنكيز، لكن تمكن محمود الخوارزمي من امتصاص غضب السلطان، استرضاه لإقامة علاقات ودية مع جنكيز.
لذا، فقد قبل جنكيز أول سفير لخوارزم في بكين، وأعلن جنكيز من التزامه بالعلاقات الودية التجارية بين المغول والخوارزميين. جلب التجار المسلمون معهم بضع السلع من الأراضي الخوارزمية إلى بلاد المغول، وبالرغم تصرفات جنكيز العنيف ضد التجار في بادئ الأمر، إلا أنه استرضاهم وأعادهم إلى بلادهم وهم راضون. رحل مع هؤلاء التجار المسلمون في سنة 614 هـ/1218 م إلى خوارزم، جماعة من التجار المغول، أرسلهم جنكيز، ومعهم رسالة من جانب جنكيز إلى السلطان خوارزمشاه بخصوص إقامة علاقات ودية. إلا أن ينال خان حاكم أترار وابن خال السلطان محمد بأسباب، إتهمهم بالتجسس واعتقلهم ثم قتلهم جميعًا بعد إذنٍ من السلطان محمد الذي اعتبر تقرير ينال خان سوء نوايا جنكيز، وكان حينها في عراق العجم (غرب إيران حاليا). كما صادر عمال خوارزمشاه أموال التجار المغول التي كانت نحو 500 جمل محمّلة بالذهب والحرير الصيني والجلود وغيرها، وبيعت السلع المذكورة، وأرسلوا قيمتها إلى عاصمة الدولة الخوارزمية.
حين علم جنكيز بالواقعة طلب من خوارزمشاه في رسالة تسليم ينال خان، وتعويضه عن الخسائر. لم يكن السلطان محمد يميل إلى تسليم ينال خان نظرًا لانتشار قرابة عمته أم السلطان تركان خاتون في الجيش، والمدعومين من أتراك قنقلي. لذا، لم يقبل السلطان محمد طلب جنكيز، وقُتل سفير جنكيز، وأُعيد مرافقينه إلى جنكيز حليقي اللحى والشوارب. أدت تلك الأعمال العدوانية الخوارزمية إلى تسريع الهجوم المغولي على الممالك الإسلامية في آسيا الوسطى.
الأسباب الاقتصادية
كان التتار بسبب معيشتهم في الصحاري في حاجة إلى بضائع المناطق الحضارية، لذا كانت حرية الحركة على الطرق التجارية ذات أهمية كبيرة منذ قديم الأزل. كان جنكيز مهتمًا بالتجارة منذ وصوله إلى السلطة، نظرًا لحاجته لاستيراد الأسلحة من الهند والشام، كما كان بحاجة إلى أسواق لبيع منتجات مغولستان والصين التابعتين له. تسبب صراع كشلو خان والسطان محمد إلى غلق الطرق، وتعليق التجارة بين الشرق والغرب. تزامن ذلك مع غلق الطرق البحرية كثغر هرمز في الخليج العربي إثر الحرب بين حكام كيش وحكام هرمز، مما أدى إلى أزمة تجارية في كتلة آسيا الوسطى. كان التجار يطالبون بفتح الطرق، لذا لجأ المغول أولاً إلى قتال كشلو خان حاكم قبائل نايمان في كاشغر سنة 1218م، ثم جاء الدور بعده على السلطان محمد لأهمية موقع بلاده على طريق الحرير في التجارة بين الشرق والغرب.
دور الخليفة في بغداد
من المحتمل أن يكون الخليفة أحمد الناصر لدين الله قد شجع المغول على غزو خوارزم لعداوته مع خوارزمشاه، وهو ما يؤيده سلوكه في سياسته وإدارته للخلافة. أما مسألة وجود رسالته إلى جنكيز ولم يُعر جنكيز تلك الرسالة أي اهتمام نظرًا لارتباطه بِمُعاهدة تجاريَّة مع الخوارزميين. ومع ذلك، أشار بعض المؤرخين إلى دور خليفة بغداد في الغزو المغولي لخوارزم، وذكروا إرسال رسول من الخليفة إلى جنكيز، وإبرازه للعداوة بين الخليفة وخوارزمشاه علنًا، وإمداده بالمعلومات حول أحوال الممالك الإسلامية، مما كان له أثره على دفع جنكيز للحرب. ذكر ابن الأثير ذلك في أحداث سنة 617 هـ حول بداية الغزو المغولي فقال: «لا يذکر في بطون الدفاتر، فكانَ ما كانَ مما لستُ أذكرهُ، فظنّ خيراً ولا تسألْ عن الخبرِ.» ويعتقد المؤرخان خلعتبري وشرفي أن ابن الأثير لم يذكر تلك القضية خوفًا من الخليفة. وبعد وفاة الخليفة الناصر لدين الله سنة 622 هـ، كتب ابن الأثير عنه: «وَكَانَ سَبَبُ مَا يَنسُبَهُ العَجَمُ إِلَيْهِ صَحِيحًا مِن أَنَّهُ هُوَ مَن أَطْمَعَ التَّتَرَ فِي البِلَادِ وَرَاسَلَهُم فِي ذَلِك، فَهُوَ الطَّامَّةُ الكُبرَى الذِي يَصْغَرُ عِندَهَا كُلَّ ذنبٍ عَظِيمٍ.» كذلك ذكر ابن کثير: «كان بينه وبين التتر مراسلات حتى أطمعهم في البلاد، وهذه طامة كبرى يصغر عندها كل ذنب عظيم». كما أيد رواية ابن الأثير مؤرخون أمثال ابن واصل والمقريزي وابن خلدون.
هدف جنكيز لإسقاط الخلافة العباسية
وفق المؤرخ الإسلامي راغب السرجاني، فكر جنكيز في أن أفضل طريقة لإسقاط الخلافة العباسية في العراق هي التمركز أولًا في منطقة أفغانستان وأوزبكستان لأن المسافة ضخمة بين الصين والعراق، ولابد من وجود قواعد إمداد ثابتة للجيوش المغولية في منطقة متوسطة بين الصين والعراق، هذا بالإضافة أنه لا يستطيع -تاكتيكيًا- أن يحارب العراق وفي ظهره شعوب مسلمة تحاربه أو تقطع عليه خطوط الإمداد كل هذه العوامل جعلت جنكيز خان يفكر أولًا في خوض حروب متتالية مع الدولة الخوارزمية.

## الغزو المغولي الأول بقيادة جنكيز
بعد أن بلغت خوارزمشاه أنباء الاستعدادات المغولية لغزو بلاده، عقد السلطان مجلس الشورى المكون من الأمراء وكبار العلماء، واقترح شهاب الدين الخيوقيّ أحد الفقهاء حشد الجموع من المناطق المختلفة على ضفة نهر سيحون لمنع عبور المغول، لكن الأمراء رفضوا هذا الاقتراح وفضلوا المواجهة في ما وراء النهر، ومهاجمتهم عندما وصلوا إلى الجبال والمضائق الصعبة. قبل السلطان اقتراح الأمراء، لكنه انسحب من بلاد ما وراء النهر، وفوّض أمرائه للدفاع عنها. لم يكن السلطان محمد مستعدًا للدفاع رغم قدرته الظاهرية، بعد أن أثار غضب شعبه بفرضه ضرائب على الناس ثلاث مرات في سنة واحدة.

### الهجوم الأول
خوارزمشاهيون (1231 → 1071)
الغزو المغولي الأول (1220↓)
وصل جنكيز إلى مدينة اُترار (حاليًا بكازاخستان) الحد الحدودي الأخير لأراضي الخوارزميين، وقام جنكيز بتقسيم جيشه إلى أربع أقسام. وجعل قيادة أحد الأقسام الأربع إلى ابنيه أوقطاي خان وجغتاي خان من أجل ضرب الحصار على اُترار، وأرسل جنكيز قسم آخر بقيادة جوجي خان إلى مدينة جند بغرض استيلاء على المدن الواقع على ضفة نهر سيحون. وأرسل قسم إلي خجند وتحرك بنفسه برفقة ابنه تولي إلى بخارى على رأس القسم الرئيس. كانت عادة جنكيز عند الهجوم، الاستعانة بمن لديهم معلومات وخبراء الطرق، لذلك أحضر برفقته جماعة من التجار المسلمين الذين كان لديهم معلومات وفيرة عن الطرق بسبب رحلاتهم الكثيرة. علاوة على ذلك، بعد بدء الهجمات انضم بعض أمراء خوارزمشاه الذين كانوا على عداوة معه مثل بدر الدين عميد إلى جنكيز، وأمدّوه بالكثير من المعلومات حول بلاط الملك ووضعية الطرق. بذلك، أصبح لدى جنكيز معلومات صحيحة حول الأوضاع الجغرافية لما وراء النهر، ساعدته في تقسم جيشه وقراراته في المجالات المختلفة.

### احتلال بخارى وسمرقند وأترار
هاجم جنكيز بخارى بقواته الرئيسية سنة 616 هـ/1220 م، وواجه مقاومة من المدافعين عن المدينة؛ ولكن لم تدم هذا المقاومة حتى اليوم الثالث حيث استسلموا بعد أن انقطعت طرق المواصلات عنهم من كل الجوانب. قتل المغول بعد استيلائهم على بخارى آلاف من المدنيين العُزّل، وأسروا ما بقى منهم. بعد ذلك، توجهوا نحو سمرقند. دعى جنكيز أعيان بخارى وقال لهم: «أريد منكم النُّقْرة التي باعكم خُوَارِزْم شاه (يعنى بعد قتل التجار في أترار بيد ينال خان) فإنّها لي»، فأعاد الناس ما بحوزتهم من تلك الأشياء.
اهتم السلطان محمد كثيرًا بسمرقند، وجمع قوى كبيرة في المدينة، وأصلح حصون المدينة، وجدّدها. قال بعض المؤرخين أن حامية المدينة كانت 110 ألف جندي، وذكرت مصادر أخرى أنهم كانوا 50-60 ألف جندي، وكان من قوة المدينة ما يُمكّنها من الصمود أمام الحصار لسنوات. وفي اليوم الثالث من الحصار، خرجت الحامية، وهاجمت المغول. شارك الكثير من الجند في هذا الهجوم، وقتلوا عدد من جند المغول، ولكنهم حوصروا من جيش المغول، ولقي أكثرهم حتفهم. ترك هذا الهجوم الفاشل أثرًا معنويًا سيئًا في صفوف المدافعين. قرر عدد من كبار المدينة الإستسلام، وأرسلوا القاضي وشيخ إسلام المدينة إلى جنكيز للتفاوض حول الإستسلام. وأخيرًا، فتحوا أبواب المدينة أمام المغول، ودخل الجيش المغولي المدينة، وبدأوا في إبادة سكانها، ودمّروا سمرقند عن بكرة أبيها، وأفنوا سكانها. ثم استولى المغول على أترار بعد هجوم واسع النطاق، ولكن صمدت قلعة أترار لمدة شهر (وفي بعض المراجع 6 أشهر). وقتل المغول جميع المدافعين عن المدينة والقلعة بعد الاستيلاء عليها.

### صمود خجند
لم يتمكن جيش المغول الذي توجه نحو خجند الواقعة غرب نهر سيحون (في طاجيكستان حاليًا) من افتتاحها على الرغم من حصارها لمدة طويلة. لذا، توجهت القوة التي فتحت بخارى وسمرقند إلي خجند لدعم الجيش المحاصر للمدينة، فأصبحت المدينة تحت حصار آلاف من جيش المغول. كان قائد المدافعين عن المدينة رجلاً يدعى تيمور ملك. خسر تيمور ملك تقريبًا معظم جنوده في معارك الدفاع عن المدينة، ولكنه تمكن من الفرار مع القليل من جنده، ووصل هو وجنوده إلى خوارزم التي جمعوا فيها بقايا جيش خوارزم المدمر. اتحد تيمور ملك مع كل رجال الحرب في خوارزم، وهاجموا جيش المغول عدة مرات. وتمكن جيش تيمور من إلحاق بعض الخسائر بجيش المغول، ولكن خلاف بين تيمور وبعض قادة جيش خوارزمشاه أوقف تيمور عن مواصلة انتصاراته.

### سقوط العاصمة

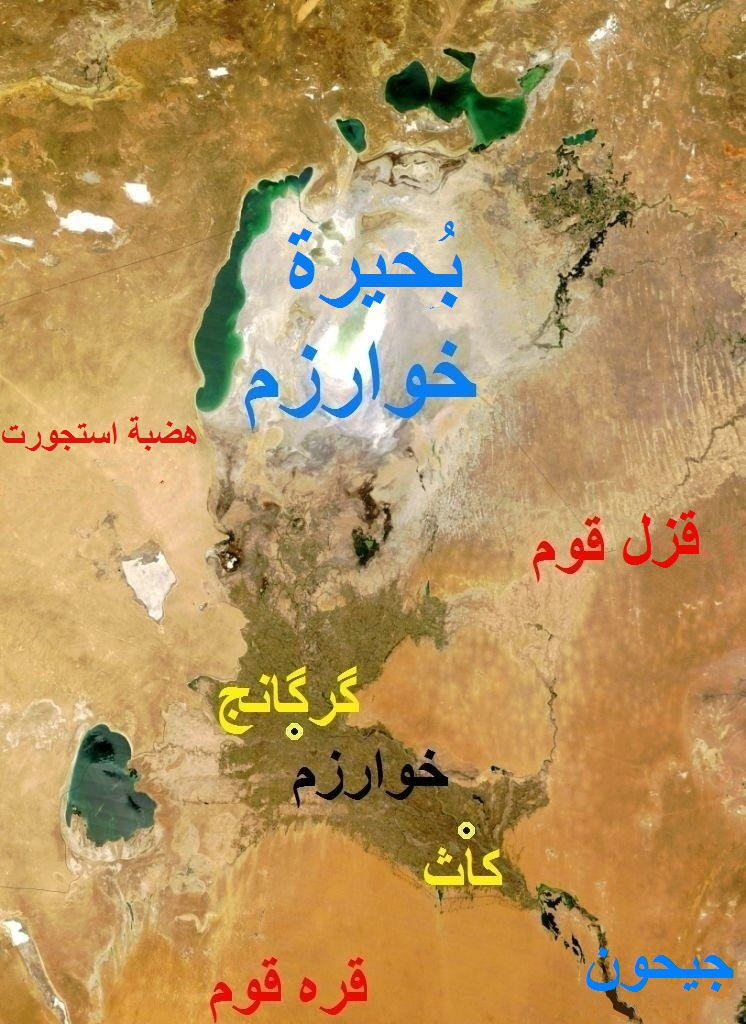
كهنه غرغانج عاصمة الدولة الخوارزمية، وتقع جنوب بحر آرال في تركمانستان حاليًا.

حاصر أبناء جنكيز جغتاي وأوقطاي وجوجي بمئة ألف مقاتل مدينة كهنه غرغانج عاصمة خوارزم سنة 617 هـ/1221 م، وطالبوا الناس الخضوع لحكم المغول، ولكن أهالي المدينة رفضوا الطلب. كان المدينة مركزًا للعلم والأدب والبحث والدراسة، وكان بها المكاتب الكبرى، وكانت مركزًا لتجمع الشعراء والأدباء والعلماء. قاتل المدافعون عن المدينة جيش المغول باستبسال. كان استيلاء المغول على المدينة صعبًا لدرجة كبيرة، حيث فقد المغول الكثير من الأرواح في اجتياحهم لأحيائها. لذا، فقد قتلوا كل سكانها ما عدا الأطفال وأصحاب المهن والنساء اللاتي اتخذوهن جواري، وهدموا المدينة بالكامل. كما دمروا سد نهر آمو، فغرقت المدينة تحت الماء.

### الاستيلاء على مدن خراسان
في سنة 618 هـ، أرسل جنكيز ابنه تولي إلى خراسان، فافتتح مدن خراسان من بمرو إلى بيهق، ومن نسا وابيورد إلى هراة، ودمّروها الواحدة تلو الأخرى كما فعلوا بمدن ما وراء النهر. من بين تلك المدن كانت مدينة مرو أحد أقدم المراكز الثقافية في آسيا الوسطى. بعد ذلك، قام تولي بإبادة أهالي نيسابور بعد تمردهم، كما أبادوا أهالي مدينة کلات الصغيرة النائية شمالي مدينة طوس، حيث توجه إليها فيلق من جيش المغول بقيادة جغتاي، واستوطنها المغول. ثم دمّروا طوس ومشهد المهمة بالنسبة للمسلمين بسبب وجود مقبرة علي الرضا وهارون الرشيد بعد أن نهبوها. ثم توجه إلى هراة. أما جيش تولي، فقد اكتفى بقتل موالين لجلال الدين، ثم توجّه نحو طالقان حيث قيادة أبيه جنكيز، وذلك بعد أن عيّن واليًا على المدينة.
اجتاز جنكيز نهر جيحون، ووصل إلى إقليم طالقان سنة 619 هـ بعد اجتيازه معبر البنجاب، وإستيلائه على ترمذ وبلخ ومدن ولاية جوزجان. كانت طالقان مدينة في ولاية جوزجانان، وكان اسم قلعتها نصرت كوه. دام حصار هذه القلعة عشرة أشهر، وأخيرا إنضم أبناء جنكيز للحصار، وتمكنوا من افتتاحها. بعد ذلك وصل لجنكيز خبر انتصارات جلال الدين في ولاية بروان بقرب من مدينة غزنين. لذلك توجه جنكيز نحو غزنين عن طريق باميان التي حاصرها في طريقه. أثناء الحصار، قُتل موتوجن بن جغتاي حفيد جنكيز المفضل لديه. لذا، ما أن فُتحت المدينة حتى أباد جنكيز حيواناتها قبل سكانها، ولم يُبق حتى على الأطفال في بطون أمهاتهم، ودمّر المدينة تمامًا. عندما وصل جنكيز إلى غزنين، كان جلال الدين قد انسحب منها، فلاحقه جنكيز حتى ضفة نهر السند، لكنه لم يوقف فراره إلى الهند. ظل جنكيز في فارس بعد هروب جلال الدين لعدة شهور، ولكن تمرد اندلع في شمال الصين والتبت اضطره إلى الرحيل إلى هناك.

## هروب وملاحقة السلطان محمد

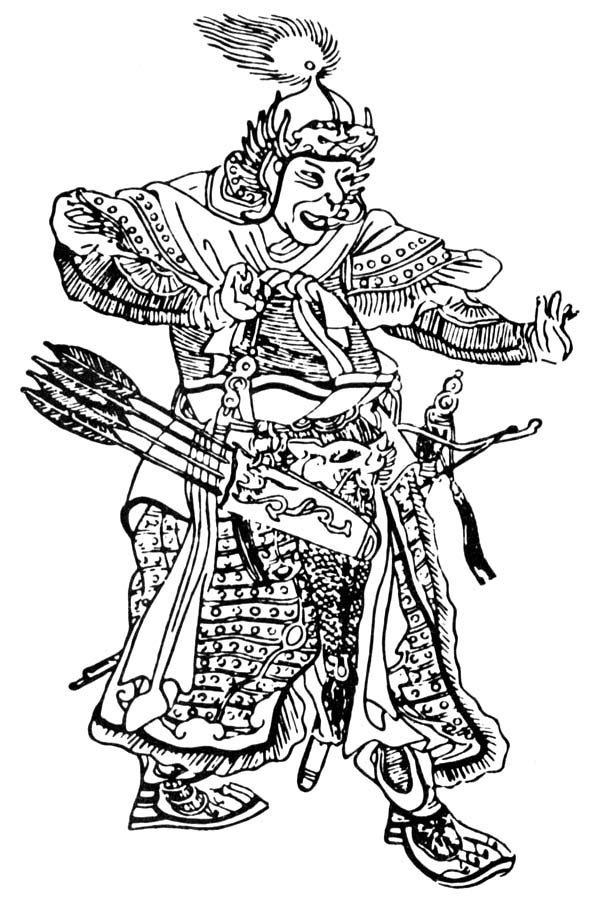
صورة سوبوتاي من رسم صيني من القرن السادس عشر الميلادي

انسحب السلطان محمد برفقة جيشه إلى مدينة أترار والمدن الواقعة في ضفة جيحون سنة 616 هـ. وبعد هزيمته في اشتباكات طفيفة مع المغول، دبّ الخوف من المغول في قلبه، فخرج من بلخ بعدما سمع أخبار سقوط بخارى وسمرقند. أدرك جنكيز ضعف السلطان محمد وارتباكه، لذلك عزم على هزيمته نهائيًا قبل وصول أي إمدادات إليه، فأرسل صهره تُغاجار برفقة شخصين من كبار جيشه جبه نويان وسوبوتاي وأمرهم باعتقال السلطان محمد. بعدما اجتاز جبه وسوبوتاي نهر جيحون وصلا إلى بلخ.
فر السلطان محمد من بلخ إلى نيسابور، وبعد توقفه هناك لمدة شهر توجّه نحو الري. انطلق جبه وسوبوتاي من بلخ، ووصلا إلى نيسابور. لم يحاولا فتح نيسابور، وقررا ملاحقة السلطان، وقتلا ونهبا أهل القرى والمدن التي دخلوها أثناء ملاحقة السلطان.
توجّه السلطان محمد نحو حصن فرزين الواقع على بعد ثلاثين فرسخ من همدان. كان ينظره ابنه وحاكم العراق ركن الدين غورسانجي برفقة 30 ألف في هذا الحصن. عندما وصل السلطان إلى هذا الحصن، أرسل زوجته مع ابنه غياث الدين إلى قلعة قارون إحدى القلاع الحصينة في جبل ألبروز الواقع في بين دمافند ومازندران. كما أرسل رسالة إلى أتابك لر الكبرى الملك نصرة الدين هزار اسب ليستدعيه، وشاوره مع أمراء العراق بشأن قتال المغول. اقترح أمراء العراق مواجهة المغول قرب اشتران كوه. طلب الملك نصرة الدين من السلطان بأن يتوجّه إلى الجبال الواقعة بين ولاية فارس ولر الكبرى، وعاهده بأن يجمع 100 ألف جندي مشاة من لور وكوه كيلويه وولاية فارس. لكن لم يقبل السلطان أي من الاقتراحين، وعندئذ بلغه خبر اقتحام المغول للري، وسحق ونهب المدينة. لذا، توجّه هو وأبنائه نحو قعلة قارون، وتوقف هناك يومًا واحدًا. وأثناء طريقه إلى هذه القلعة تصادم بقوة من المغول مصادفة. أطلق المغول سهامهم عليه دون أن يعرفوا أنه السلطان، ولكنهم أخطأوه. ثم رحل السلطان نحو قزوين، أقام فيها لسبعة أيام. ثم أقام بقلعة سرچاهان (بالقرب من سلطانية في زنجان حاليًا). عندئذ، لم يستطع المغول تتبعه، وظنوا أنه توجّه نحو بغداد. ذهب السلطان محمد إلى مازندران عن طريق جيلان، وأخير توجّه نحو جزيرة آبسكون إحدى الجزر الصغيرة في بحر قزوين.

### تدمير المدن في أثناء مطاردة السلطان على يد جيش جبه وسوبوتاي

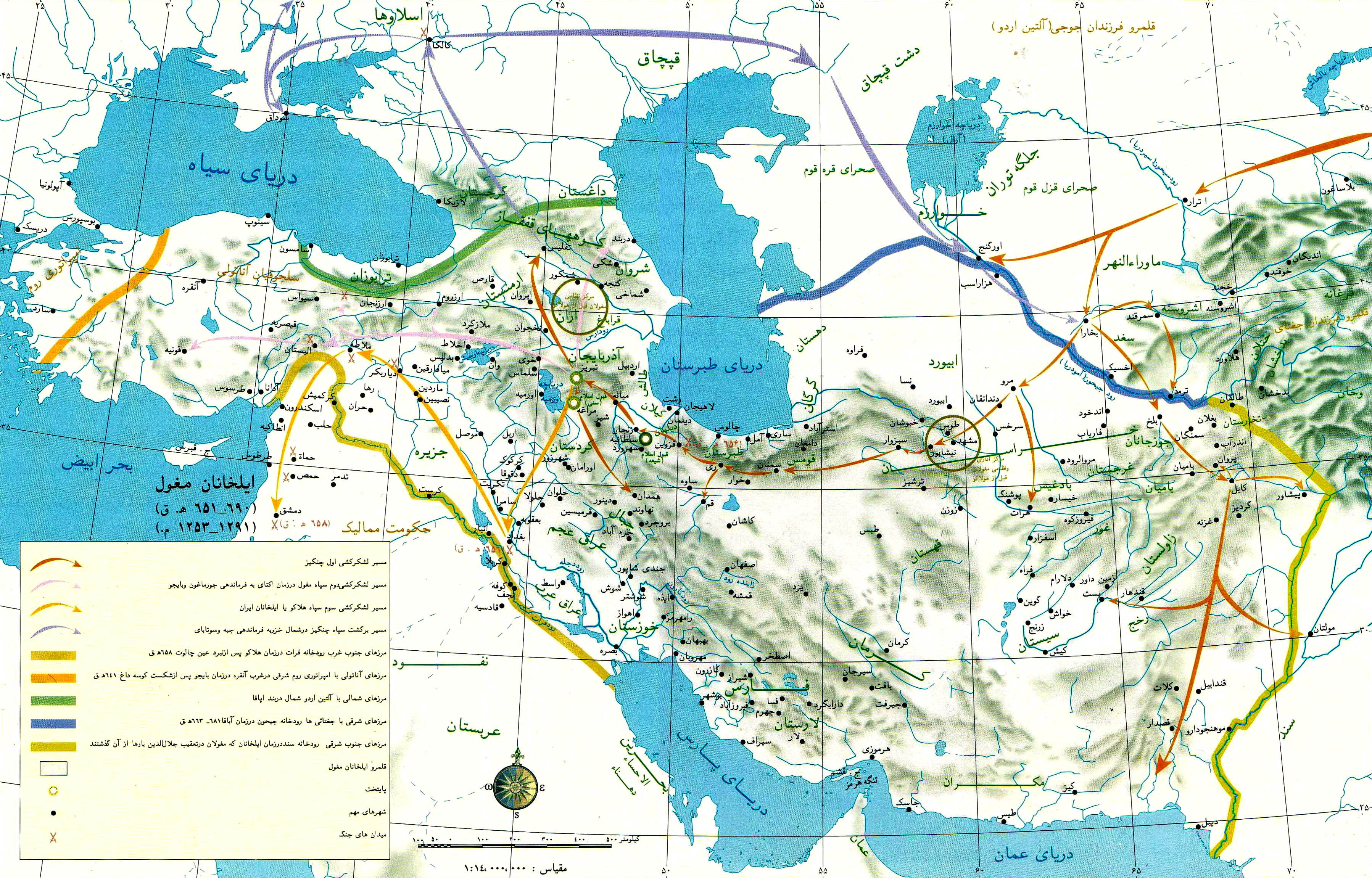
خريطة لخط سير قادة المغول.

دُمّرت معظم المدن الخوارزمية في وسط وغرب فارس (إيران حاليًا) على يد جيوش جبه نويان وسوبوتاي خلال ملاحقتهم للسلطان. وفي مدينة طوس، سلك قسمي جيش المغول طريقين مختلفين نحو الري. سلك سوبوتاي طريق دامغان ومدينة سمنان، وسلك جبه طريق مازندران، ووصل إلى الري بعد أن نهب قرى مازندان، وأبرزها آمل.
كانت هناك خلافات مذهبية بين أهل الري، فاستقبل شافعيو الري جيش المغول، وألّبوهم على حنفيو الري. في البداية، نهب وقتل المغول الحنفية، ثم هاجموا الشافعية، وقتلوا عدد لا يحصى من الشافعية وأسروا النساء والأطفال. لم يبق جيش المغول في الري، وتركوها لمواصلة مطاردة السلطان.

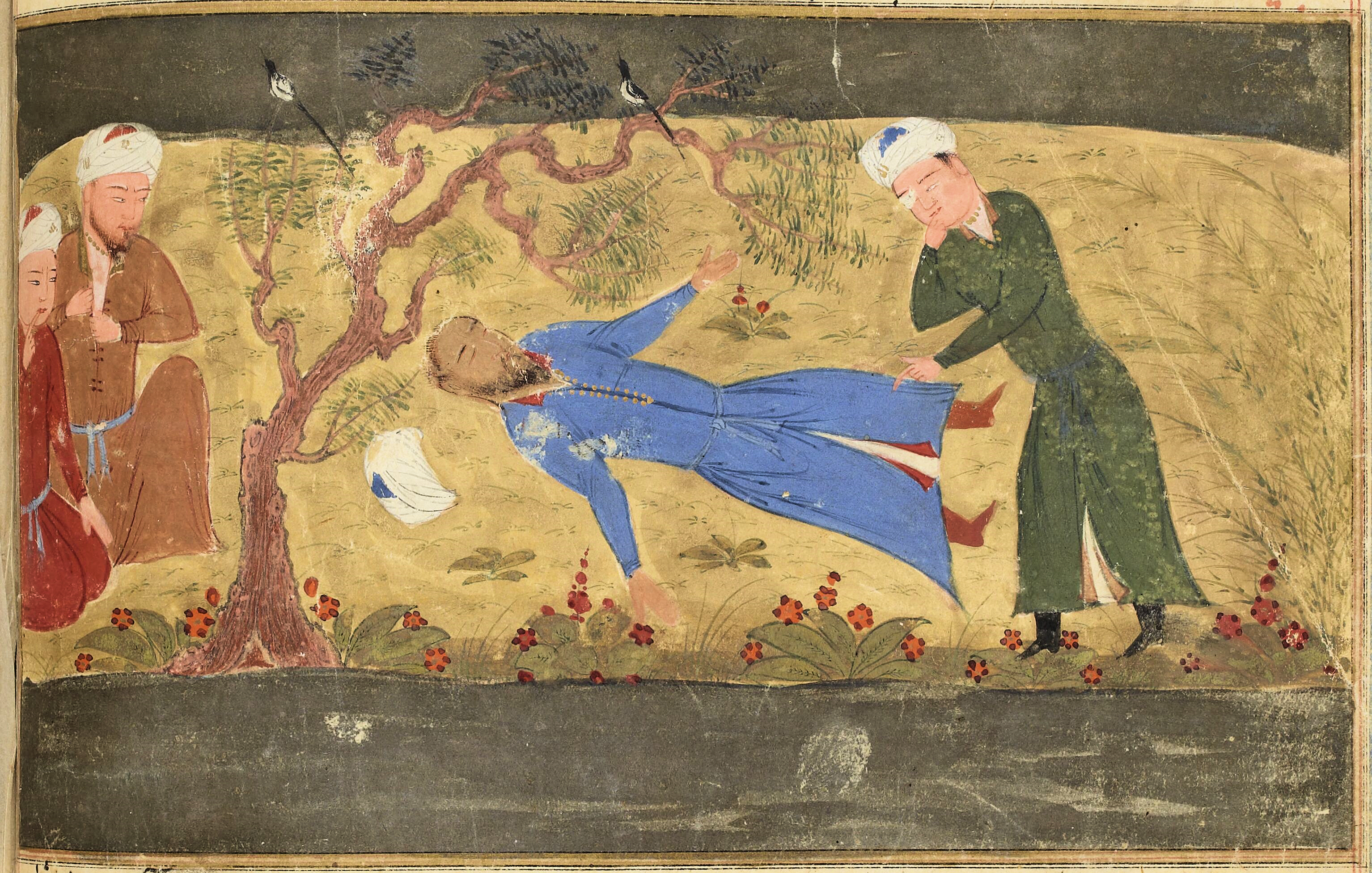
رسم من كتاب جامع التواريخ يظهر وفاة السلطان محمد الخوارزمي في منفاه بجزيرة آبسكون بعد أن بلغه ما حل ببلاده من الدمار والخراب على يد المغول.

سلك جبه وسوبوتاي طريقين مختلفين من الري، فسلك سوبوتاي الطريق نحو قزوين التي افتتحها بعد يومين من الحصار في 7 شعبان 617 هـ، وقتل المغول آلاف المدنيين هناك. وسلك جبه الطريق إلى همدان، حيث هاجمها مرتين. كان الهجوم الأول في شتاء 618 هـ، واكتفى فيه المغول بنهب المدينة. أما الثاني ففي ربيع 619 هـ، وواجه المغول في هذا الهجوم مقاومة من أهل همدان. طال حصار المدينة، وفقد المغول الكثير من القتلى أثناء الحصار. إلا أن المدينة سقطت في النهاية، وأبيد أهلها، وحرق المغول المدينة. جاء الدور بعد ذلك على أردبيل (عاصمة أذربيجان آنذاك) التي هاجمها سوبوتاي سنة 618 هـ. صمد أهل أردبيل بشدة أمام المغول، ولكن انهزموا في النهاية، وتم تدمير المدينة، وقُتل الكثير من أهلها. كان غالبية ضحايا المدينة من الذين لم يهربوا نحو الغابات والجبال الواقعة حول المدينة. ثم وقعت تبريز تحت حصار المغول، وقبل أتابك أذربيجان أن يقر بالتبعية للمغول. ثم قام جبه وسوبوتاي بعد السيطرة على تبريز، بنهب وقتل أهالي مراغة ومرند ونخجوان، وثم التحقا بجيش جوجي ابن جنكيز في دربند في روسيا، وعادوا إلى مغولستان.

### أسر حريم السلطان ووفاة السلطان محمد
غادرت تركان خاتون أم السلطان محمد عاصمة خوارزم غرغانج قبل سقوطها برفقة وزيرها ناصر الدين نظام الملك، مع كل كنوزها وأموالها الملكية، ولجأت إلى حصن في لاريجان. وحاصر المغول الحصن في بداية سنة 617 هـ، واستسلم الحصن بسبب نقص المياه كما سيطر المغول على قلعة قارون التي كانت ملاذ نساء وأطفال السلطان محمد. أرسل المغول تركان خاتون ووزيرها وأطفال الملك إلى جنكيز في طالقان بخراسان. قتل جنكيز نظام الملك وأبناء السلطان الصغار، ونفى بنات ونساء وأخوات السلطان محمد إلى صحراء قره قوم (شمال شرقي بحر قزوين)، وظلت تركان خاتون في السجن حتى وفاتها في سنة 630 هـ. وكان السلطان محمد قد مرض بشدة أثناء إقامته بالجزيرة. ثم بلغته أنباء ما أصاب أهله، فمات غمًا في تلك الجزيرة في شوال سنة 617 هـ. 

## مقاومة السلطان جلال الدين
تعود أصول أم جلال الدين منكبرتي إلى الهند، وهو السبب الذي جعل جدته تركان خاتون لا تفضله لولاية العهد، وتعمل على إبعاده تقديم حفيدها الآخر أوزلاغ شاه لولاية العهد لأن أمه تنتمي إلى أتراك قنقلي، تمامًا كتركان خاتون. كان جلال الدين يتحدث الفارسية والتركية بطلاقة، وكان مرافقًا لأبيه أثناء فراره من جيوش المغول، وعندما مات السلطان محمد بويع جلال الدين للحكم. قاوم السلطان جلال الدين المغول ببسالة لأكثر من 10 سنوات بعد وفاة أبيه، وبمساعدة من تيمور ملك ألحق بجيش المغول ضربات شديدة.

### حرب بروان
في أواخر سنة 617 هـ، بعد سقوط خراسان وسمرقند بيد جنكيز، هرب جلال الدين من خوارزم مع أخويه الأصغرين أوزلاغ شاه وآق شاه. وعندما بلغ جنكيز خبر هروب أبناء السلطان محمد، أرسل جيشًا مغوليًا لملاحقتهم. استطاع جلال الدين الذي خرج من خوارزم قبل أخويه مع تيمور ملك والي خجند السابق، هزيمة قوة مغولية من 700 جندي، وغنما خيولهم وأسلحتهم قرب نسا، وبعدئذ توجها نحو نيسابور. ثم أدرك المغول أوزلاغ شاه وآق شاه وقتلاهما. لم يتمكن جلال الدين من جمع جند كافٍ في خراسان، فترك نيسابور بعد فترة وجيزة إلى هراة. وبحلول سنة 618 هـ، ذهب إلى غزنة، وبمجرد وصوله إلى المدينة، استقبل قادة خوارزمشاه ومعهم 60 ألف جندي. شكل جلال الدين جيشه في غزنة من أعراق مختلفة، وتوجّه نحو بروان بالقرب من غزنة بكامل جيشه، وهزم المغول في حرب عرفت باسم حرب بروان، جنى فيها العديد من الغنائم. بعد النصر، انشغل جنود السلطان بجمع الغنائم، ووقع خلاف بين اثنين من كبار قادة الجيش حول تقسيم الخيل، وانسحبا بجنودهم، فأفسدا على جلال الدين الانتصار.

## تبعات انتصار جلال الدين
كانت نيسابور ذات أهمية قبل غزو المغول، حيث كانت واحدة من أكبر مدن خراسان مع مرو وبلخ وهراة. كما كانت عاصمة للسامانيين والغزنويين قبل ذلك، لذا فقد حظيت بأهمية كبيرة في عهد السلجوقيين والخوارزمشاهيين. تعرضت نيسابور عدة مرات لزلازل وهجمات من الغزنويين، فتأسست مدينة شادياخ بالقرب نيسابور وانتقل إليها أهلها. لذا، فالمدينة التي غزاها المغول في تلك الفترة كانت مدينة شادياخ، التي ذكرتها المصادر على أنها نيسابور. عندما كان جبه نويان وسوبوتاي يطاردان السلطان محمد، عبرا خراسان، وسلّم والي نيسابور ولايته للمغول وقدم لهم الهدايا القيمة، والمؤن للجيش، ودمّر أهل المدينة حصنها بأمر من المغول. حاول موالون لتركان خاتون وأوزلاغ شاه اغتيال جلال الدين، لكنه نجا وهرب إلى خراسان، حيث حقق هناك انتصارات على المغول منحته الشهرة والنفوذ. وبعدما بلغ أهل خراسان انتصارات جلال الدين في بروان، بدأوا في تجديد بناء حصون المدن الخراسانية، وتمرد أهل نيسابور على حاكم طوس الذي نصّبه المغول، وحرّضوا الطوسيين على قتل حاكمهم المغولي. بعد هذا التمرد، أرسل جنكيز جيشًا بقيادة صهره تغاجارنويان إلى نيسابور، وفي اليوم الثالث من الحصار قُتل صهر جنكيز إثر إصابته بسهم أطلقه أحد النيسابوريين. قسّم خليفة هذا القائد الجيش المغولي إلى قسمين، وأرسل قسم إلى طوس، وأخذ القسم الثاني وتوجه نحو سبزوار، وقتل الكثير من أهلها ودمر المدينة عن بكرة أبيها ثأرًا لصهر جنكيز تغاجارنويان.
في تلك الأثناء، وصل جلال الدين الذي كان في خراسان إلى نيسابور لفترة وجيزة، واستقبله أهل نيسابور بحفاوة. ظل جلال الدين هناك لثلاثة أيام، وفي هذه الفترة أشاد السلطان بمقاومة المدينة، وسخط على المتصالحين مع المغول. وبعد مغادرة جلال الدين، توجّه جيش مغولي بقيادة تولي بن جنكيز إلى نيسابور بعد أن فتح مرو. كانت نيسابور قد ضربتها مجاعة شديدة، مما أدى إلى عدم قدرة أهلها على المقاومة. لذا، أرسلوا قاضي المدينة إلى تولي لعرض الاستسلام، لكن تولي رفض الصلح لأنه أراد الثأر لدم تغاجار. ورغم امتلاك المدينة لثلاثمائة منجنيق، وعدد من رشاشات النفط، إلا أنهم انهزموا أمام جيش المغول في ثلاث أيام بعد قتال شديد بين الطرفين وخسائر فادحة في الأرواح في الجانبين. ودخل المغول نيسابور في ربيع سنة 618 هـ، وقتلوا حاكم المدينة العجوز مجير الملك كافي وبعض كبار المدينة مثل ضياء الملك زوزني والشاعر والعارف الشهير فريد الدين العطار.
وجمع المغول أهل نيسابور في الصحراء، وقتلوهم جميعًا إلا 400 رجل من أهل الحرف والفنانين. عندئذ، وصلت بنت جنكيز وزوجة تغاجار الذي لقى حتفه في حصار نيسابور لكي تنتقم. فأمرت بحرق المدينة وهدمها، وزرعوا مكانها الشعير. ثم توجّه تولي إلى هراة، وترك قوة من 400 رجل في نيسابور لقتل أي شئ حي.
تمرد أهل مرو بعد أنباء تفوق جلال الدين على المغول، وصارت المدينة في أيدي موالين لجلال الدين، وقتلوا الحاكم المغولي للمدينة. إلا أنه ما أن وصل جيش جنكيز حتى قتلوا أهل المدينة، وعذّبوهم ومثّلوا بهم وأعدموهم حرقًا. وكان أهل هراة أيضًا قد قتلوا حاكمهم المغولي، فأرسل جنكيز لابنه يعاتبه قائلاً: «لو أنك قتلت أهل هراة جميعًا في المرة الأولى، ما كانت تلك الفتنة قد نشبت»، وأمر جنكيز بقتل أهل هراة جميعًا. ورغم صمود المدينة لمدة 6 أشهر و17 يوم، إلا أنها وقع في النهاية في أيدي المغول في جمادي الثاني سنة 619 هـ، وقتل المغول كل شخص وجدوه، ثم دمروا المدينة عن بكرة أبيها. وبعد تدمير مرو وهراة ونيسابور انطفئت سريعًا شرارة ثورة أهالي المناطق الجنوبية لما وراء النهر.

### معركة السند

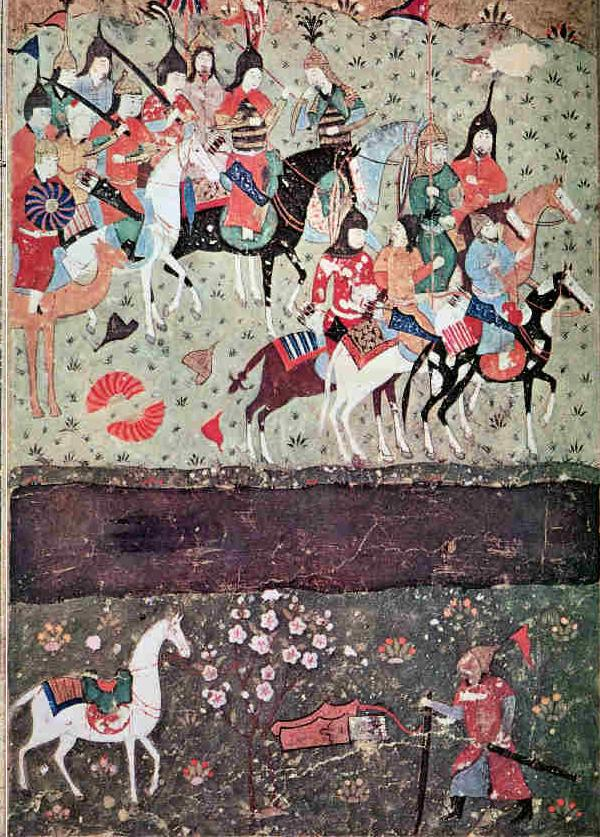
رسم لحرب السند يرجع إلى القرن السادس العشر الميلادي. يظهر فيه جنكيز مع جيشه يراقبون عبور جلال الدين نهر السند.

بعدما فتح جنكيز طالقان خراسان (طالقان بلخ) وباميان، توجه نحو غزنة بجيش كثيف لقتال جلال الدين. لم يرى جلال الدين في نفسه القدرة على الدفاع. لذا، فقد بادر بالفرار بعبور نهر السند. ونظرًا، لصعوبة اعتقال جلال الدين بعد عبوره للنهر، فقد سار جنكيز نحو نهر السند بكل سرعته لمنع جلال الدين من العبور. أدرك جيش جنكيز جلال الدين، وأجبره على القتال. قاتل جلال الدين مع 700 من جنوده المغول لفترة وجيزة. في بداية القتال، كان التقدم لصالح جلال الدين الذي هزم قلب جيش المغول، ولكن جنكيز هزم الجناح الأيمن لجيش جلال الدين، وأسر ابن جلال الدين البالغ من العمر 7 أو 8 سنوات، وقتله. هناك روايتان مختلفتان ومتضاربتان، تقول الأولى بأن جلال الدين أغرق حريمه في نهر السند لكي لا يقعوا في الأسر، وتقول الرواية الأخرى بأن جنكيز أسر حريم جلال الدين، وأرسلهن إلى قرة قرم. على أية حال، فرّ جلال الدين من أمام المغول إلى الهند، وعبر نهر السند على أمل جمع قوة تساعده على قتال المغول من جديد.

### رجوعه من الهند
رحل جلال الدين من الهند إلى كرمان في سنة 621 هـ، وتوجه نحو ولاية فارس. وهناك قابله أتابك سعد الذي كان أبًا لزوجة جلال الدين السلطانة خاتون. وعند انسحاب المغول من شمال فارس، تمكن الأخ الأصغر لجلال الدين غياث الدين خوارزمشاه من الاستيلاء على قسم من خراسان وكومش والري وآراك. في البداية، هزم جلال الدين أخاه غياث الدين، واستولى على الري، ثم أعلن نفسه سلطانًا لخوارزم، وطلب مساعدة الخليفة الناصر لدين الله عدو أبيه لقتال المغول، لكن الخليفة لم يستجب لطلبه. هاجم جلال الدين البصرة وافتتحها، ثم طارد جيش الخليفة حتى أبواب العاصمة بغداد، ولكنه لم يفتتحها، وتوجه نحو شمال فارس حيث تمكن من احتلال أذربيجان واران في سنة 622 هـ، وأزال حكم أتابكين الأذري. بعد استيلاء جلال الدين على تبريز سنة 622 هـ، بادر بالجهاد ضد الكرج، وبعد عدة انتصارات عزم على غزو عاصمة الكرج تفليس غير أن تمرد أهالي تبريز عن حكمه، وقتلهم بعض أقربائه دفعه للعودة إلى أذربيجان، وقمع التمرد، حيث هاجم المدينة وتمكن من فتحها في 8 ربيع الأول سنة 623 هـ، وأباد سكانها. أنهك جلال الدين منذ جاء من الهند جيشه في حروب ضارية وغير ضرورية، مما عجّل بهزيمته أمام المغول في معركة بالقرب من أصفهان سنة 625 هـ.
أصبح جلال الدين بلا هدف سياسي، وبات عدوًا للخليفة العباسي وزعيم الحشاشين الإسماعيلية وملك الكرج رُوسودان والأشرف موسى الأيوبي حاكم حران والرها وكيقباد الأول ملك سلاجقة الروم، فلم تقدم أي من تلك الممالك العون لجلال الدين وقت الشدة، بل وإنضم بعضهم إلى المغول ضد جلال الدين مثل زعيم الحشاشين ومسلمي كنجه وأهالي تبريز. كما تذكر بعض الروايات أنه كان يُسرف في شرب النبيذ في أواخر حياته.

## الحملة العسكرية المغولية الثانية

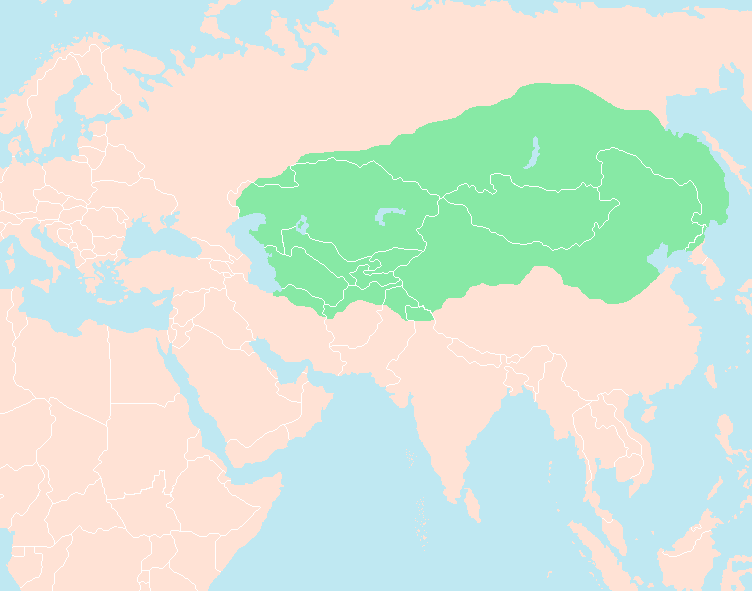
الإمبراطورية المغولية عشيَّة وفاة جنكيز سنة 624 هـ

بعد انتهاء جنكيز من غزو فارس الذي دام أربع سنوات، كانت غالبية مدن فارس مدمرة، ولكنها ظلت منفصلة عن ثغور المغول. لقى جنكيز حتفه سنة 624 هـ عن عمر 72 عام. وبعد اختير أوقطاي خان الابن الثالث لجنكيز خليفة له، قرر أمراء المغول استكمال وتوسيع وتثبيت عملية فتوح جنكيز. فأرسل المغول جيشين الأول نحو شعب الخيتان في شمال الصين، ومنها إلى فارس بهدف فتح أذربيجان وكردستان، وسحق جلال الدين للأبد.
وجّه أوقطاي خان جيشًا إلى إيران بقيادة جُرماغُون نُويان سنة 626 هـ. بدأ الجيش بفتح المدن التي لم يكن قد افتتحها بالكامل من قبل مثل غزنة وكابل والسند وزابلستان وطبرستان وغيلان وأران وأذربيجان وغيرها. وكان جلال الدين قد قُتل على يد رجل كردي وهو هارب متخفي، قالت بعض المصادر أنه قتله طمعًا في حصانه وسلاحه وقالت أخرى أن القاتل قتله ثأرًا لأخيه الذي قُتل بيد جنود جلال الدين. ظل أمر مقتل جلال الدين مجهولاً حوالي ثلاثين سنة بعد مقتله، وظنّ الناس أنه حي، ونُسجت أساطير حول اسمه، وظهر كل فترة من يثور ويدعى بأنه جلال الدين، مما كان يلقي بالرعب في قلب المغول.
بعد مقتل جلال الدين، انقسم جيش المغول إلى ثلاثة أقسام. جزء منهم نهب ديار بكر، وتقدم حتى ضفة نهر الفرات، وجزء توجه نحو مدينة بدليس (في تركيا حاليًا)، والجزء الثالث استولى على مراغة سنة 628 هـ، ثم دخلوا أذربيجان. وبعد ذلك في بداية سنة 629 هـ، عزم المغول على فتح تبريز. عندما علم أهل تبريز بقدوم المغول، قرر قاضي وعمدة المدينة الاستسلام، وأرسلوا الهدايا المتنوعة إلى المغول، وقبلوا بدفع خراجًا باهظًا، بذلك حال أهل تبريز بين المغول وتخريب مدينتهم. تمكن المغول في هذه الحملة العسكرية بسهولة من فتح الأراضي المتبقية حتى حدود بغداد بعد أن أمنوا من هجمات جلال الدين المضادة، وبعد أن دبّ الرعب في قلوب الناس من المغول. وبسبب هجمات المغول، كانت فارس مدمرة بالكامل إلا ولايتي فارس وكرمان الذين قبل أمرائهم أتابكة فارس وقره خطائييو كرمان بدفع الخراج للمغول، وبهذا لم يبقى أحدًا قادرًا على مواجهة المغول.
بعد هذه الحملات، أصبحت كامل فارس تحت حكم المغول إلا غيلان التي ظلت مستقلة لسنوات حتى احتلها محمد أولجايتو فدانت لحكم المغول إسميًا، وبقى حكمها بيد سلطاتها المحلية. كما ظلت أصفهان بعيدة عن هجمات المغول حتى سنة 633 هـ، حيث تدمرت المدينة بسبب الصراع المذهبي بين أسرتي صاعدي وخجني، حيث كان مذهب أسرة صاعدي حنفي، في حين كان مذهب أسرة خجند شافعي. وفي سنة 633 هـ، في عهد أوقطاي خان، تصاعد الصراع بين الشافعية والحنفية، واتفق الحنفية مع المغول على فتح أبواب المدينة أمامهم بشرط أن يفتل المغول خصومهم. تعرضت المدينة لهجوم المغول، ولم يفرّق المغول في القتل بين الحنفية والشافعية، وكان من بين قتلى المدينة الشاعر الإصفهاني الشهير كمال إسماعيل الذي قتل بعد سنتين من فتح المغول لهذه المدينة.

### حكم المغول للمناطق المفتوحة
اختير بايجو نويان لخلافة جرماغون نويان سنة 639 هـ في قيادة جيش المغول في إيران. وفي سنة 644 هـ، عيّن جيوك خان ابن أوقطاي خان وحفيد جنكيز خان وثالث خاقانات الإمبراطورية المغولية إيل جيكداي نويان خلفًا لبايجو نويان، وكلّفه بفتح هراة.
في الفترة من 618-654 هـ، كان المغول يرسلون إلى فارس الخاضعة لحكمهم حاكمًا لتدبير شؤونها وقيادة جيش المغول في البلاد، ويقوم بجمع الضرائب وإدارة البلاد وقمع المعارضين بمساعدة عمال ووزراء فارسيين.، تولى الحكم خلال تلك الفترة أربع حكام:
- شن تيمور (630–633 هـ): فوّض جوجي الذي فتح خوارزم شن تيمور أمير الجيش لحكم تلك المنطقة، ثم في سنة 630 هـ فوّضه أوقطاي خان رسميًا لحكم خراسان ومازندران.
- نوصال (633–637 هـ): خلف شن تيمور بعد وفاته، وحكم نفس المناطق التي حكمها شن تيمور.
- كورجوز (637-641 هـ): كان أحد وزراء جوجي، وخلف نوصال بعد وفاته، وحكم المناطق المفتوحة من نهر جيحون إلى حدود ولاية فارس والكرج والموصل وبلاد الروم.
- أمير أرغون (641-654 هـ): بعد مقتل كورجوز، اختير خلفًا له وحكم فارس حوالي ثلاثة عشر عام.[64][َ 61]

## الحملة المغولية الثالثة بقيادة هولاكو خان

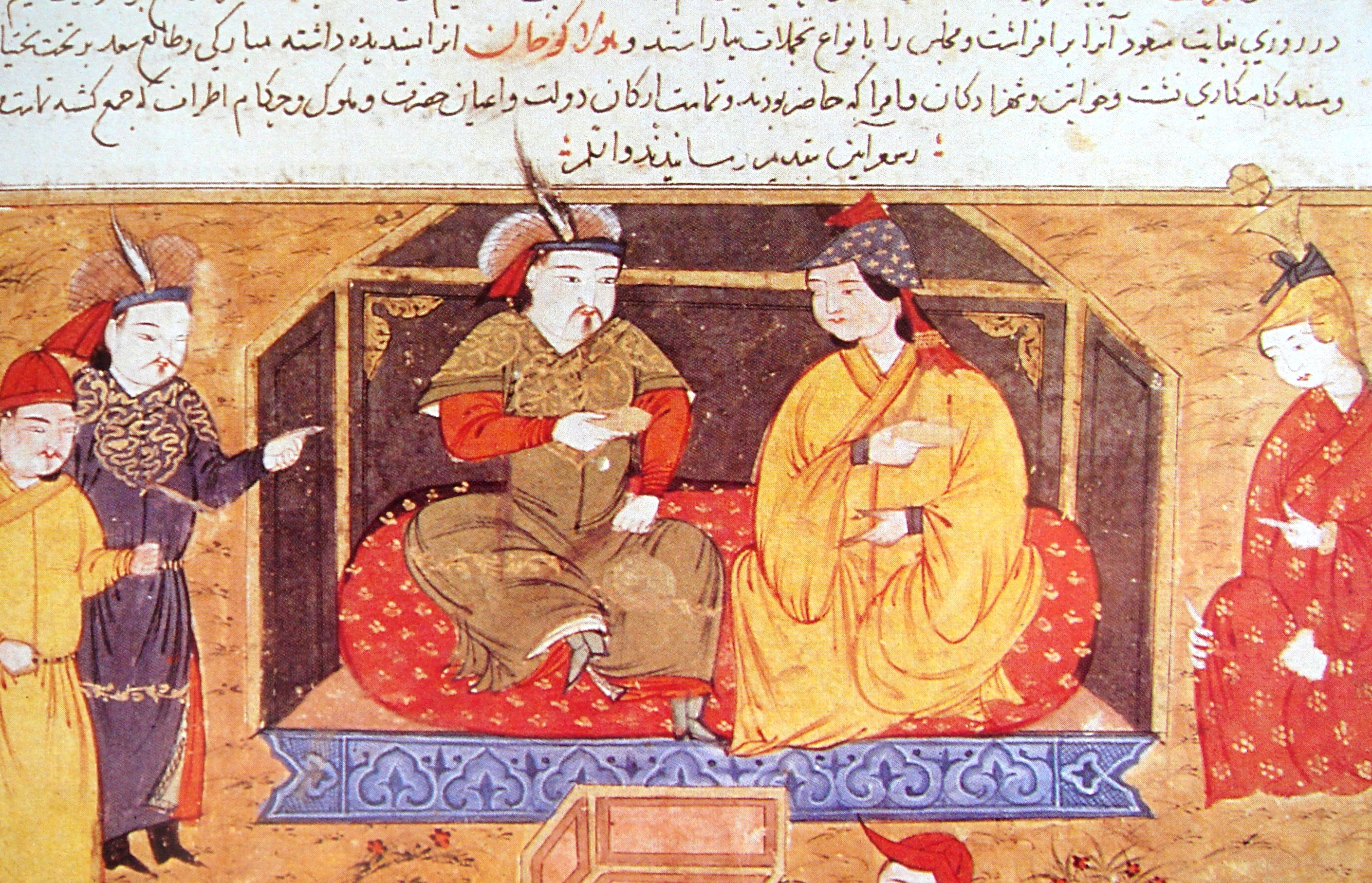
هولاکو وزوجته دوقوز خاتون

في سنة 653 هـ/1255 م، عاد المغول إلى فارس مرة أخرى، بعد أربعين سنة من هزيمة وهروب محمد خوارزمشاه، ولكن هذه المرة بأهداف جديدة. كان الجيل الجديد من المغول قد اكتسب معلومات أكثر عن الثقافة الإسلامية، وكانوا أكثر اعتدالاً مقارنة بجنكيز. أدرك المغول من حملاتهم السابقة، أن الحكم الدائم لفارس يتطلب سحق الخلافة في بغداد، كذلك الإسماعيلية الحشاشين. وأدرك المغول بأنه يجب عليهم تدمير قطبي رحى الإسلام المتنازعتين حينها الخلافة السنية والإسماعيلية الشيعية اللتان وقفتا عقبة أمام الحكم الثابت للمغول في المنطقة.

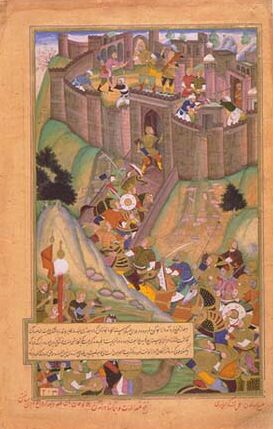
سقوط قلعة ألموت على يد المغول

كانت أم هولاکو سرقويتي بيجي مسيحية، وكذلك كانت زوجته دوقوز خاتون النسطورية المذهب. في هذه الحملة، كان غالبية مساعدي هولاکو خان من المسلمين والأرمن. كان المسلمون يستهدفون إسقاط دولة الحشاشين الإسماعيلية الشيعية، والأرمن المسيحيون يستهدفون إسقاط الخلافة العباسية، وإسقاط الإسلام، وهزيمة المسلمين في مصر والشام الذين كانوا يقاتلون مسيحيي الحملات الصليبية، لذا كان أغلب الجيش المغولي من المسيحيين المغول.

### سقوط قلاع الحشاشين
كان ظهور الحشاشون الإسماعيلية متزامنا تقريبًا مع ظهور السامانيين، وكان ذروة نشاطهم في عهد الدولة السلجوقية، وقد سعو إلى إسقاط الدولة السلجوقية والخلافة، واستخدموا الإرهاب والإخلال بالأمن من أجل تحقيق أهدافهم. كانت قلعة ألموت في رودبار مركزًا لسلطتهم، وبعد وفاة زعيمهم حسن الصباح، زاد الحشاشون من قدراتهم بالسيطرة وإنشاء القلاع الجديدة. قام الحشاشون بالعديد من عمليات الاغتيال مثل اغتيال الخليفتين العباسيين الفضل المسترشد بالله سنة 529 هـ، وابنه منصور الراشد بالله سنة 532 هـ، واغتيال الوزير السلجوقي معين الدين سنة 521 هـ. حاول السلجوقيون عدة مرات سحق الحشاشين، لكنهم لم يحققوا أي نجاح يُذكر في هذا الشأن. ولما هاجم جنكيز قلعة ألموت، استسلم قائدها جلال الدين حسن بن أعلى محمد للمغول، فحفظ قلاع الحشاشين من الدمار على أيدي المغول.
عندما وصل هولاكو خان إلى فارس سنة 654 هـ، أعلن أن هدفه الرئيسي هو السيطرة على قلعة ألموت، مما دفع ركن الدين خورشاه الحاكم الأخير لقلعة ألموت للاستسلام، لقناعته بأنه لا فائدة من المقاومة. وعندما ضرب المغول الحصار على باقي قلاع الحشاشين، ساعدهم خورشاه، ولكن ذلك لم ينقذه من الموت على يد المغول بعد أن افتتحوا القلاع، لتنتهي بذلك دولة الحشاشين. ساوى المغول قلعة ألموت بالأرض، ثُمَّ تبع ذلك استيلاء المغول على سلطنة الرُّوم السلاجقة بقيادة بايجو نويان، لتُصبح بهذا كل الطرق التي تصل إلى بغداد في أيدي المغول.

## أسباب هزيمة الخوارزميين أمام المغول
صمد الخوارزميون في دفاعهم عن أنفسهم خلال حملة المغول الأولى في مدن أترار وخجند وهراة وخوارزم ونيسابور وهراة وتالقان وسمنان بشدة، إلا أن الخلافات بين أعيان المدن وقادة الجيوش، وعدم وجود قائد مدبر، وفرار السلطان خوارزمشاه، وعدم تنسيق سبل المقاومة، كانت كلها أسبابًا لفشل ذلك الصمود. ويمكن تفصيل أسباب الهزيمة أمام المغول على نحو التالي:

### قوة مقاتلو المغول
كان لقوة مقاتلي المغول وتمرّسهم على القتال أثرها الكبير في انتصاراتهم، إلا أن أعداد المغول المشاركين في تلك الحملات التي ذكرتها المصادر تبدو وكأنها مبالغ فيها كثيرًا، إلا أن العدد الذي ذكره رشيد الدين الهمداني في كتابه «جامع التواريخ» الذي هو 129 ألف مقاتل، يُعد أقرب إلى الصواب من الأعداد التي ذكرتها في المصادر الأخرى. كما يُرجِّح المُؤرخون المُعاصرون القوة المغولية ما بين 150,000 إلى 200,000 مقاتل.

### أسباب مرتبطة بحكم الخوارزميين
1. أدى العجز الاقتصادي والفساد السياسي في البلدان الإسلامية إلى معارضة الشعوب، وانفصال السكان عن الحكومات، وتقليل دافع المقاومة أمام الغزاة الأجانب. وهو الأمر الذي يتشابه تمامًا مع أوضاع الدولة الساسانية عشية الفتح الإسلامي لفارس.[68]
2. كانت لحملة السلطان محمد على بغداد بهدف عزل الخليفة ومحو اسم الخليفة من الخطب والعملات، التي واجهتها عاصفة ثلجية، وتسببت في الكثير من الخسائر في الأرواح أثرها السلبي على معنويات المسلمين، وسببًا في الاعتقاد بأن ما حدث لم يكن إلا غضب من الله علي السطان محمد لمحاولته إزالة بيت بني عباس، الذي يؤيده بملائكة سمائه ضد من يناصبه العداء.[69]
3. كان لسيطرة تركان خاتون وجنودها المرتزقة من عشيرة قنقلي على ولايات الدولة الخوارزمية تحت إدارتهم المستقلة دورها في جعل السلطان محمد قليل الحيلة حتى في اختياره لولي عهد مملكته، ولم يكن أمامه سوى النزول على رغبات والدته.[69][َ 64]
4. أظهرت ردود السلطان محمد اللاذعة على رسائل جنكيز، وقتله للتجار المغول ومصادرة أموالهم عدم خبرته بأصول السياسة. كما أن تدمير السلطان للدولة القرة خطائية لم يكن عملاً صائبًا، فبالرغم من كونهم غير مسلمين، إلا أنهم كانوا يتعاملون مع مسلمي ما وراء النهر برفق وعدالة. كما أن ولاته الذين عينهم على كاشغر وختن ظلموا شعبها المسلم، مما أدى إلى انهيار دولة القرة خطائيين التي كانت تحجز بين المغول والممالك الإسلامية. كما لم يكن ولاة الأمصار المفتوحة من كاشغر إلى العراق على القدر الكافي من المسئولية، حيث لاذ كل هؤلاء الولاة بالفرار عند غزو المغول، ولم يبق أحدهم للدفاع والمقاومة أمام المغول.[70]
5. بعد معركة السلطان محمد مع جوجي ابن جنكيز حوالي سنة 616 هـ، دبّ الذعر في قلب السلطان، ولاذ بالفرار ولم يتمكن من صمود أمام المغول في أي موقعة، بل وكان يدعوا الناس إلى الفرار والإستسلام، مما كان له من تأثير سلبي شديد على معنويات الشعب والجيش، وانهيار عزيمتهم.[71][َ 65]
6. أدى قتل السلطان محمد للعارف الشهير مجد الدين البغدادي (554-612 هـ) إلى كراهية الشعب وعلماء الدين للسلطان، مما أضعف من دولة السلطان محمد.[72]
7. كان السلطان وأمه كثيرًا ما يسيئان التصرف مع الناس، وبعد هزيمته القرة خطائيين واستيلائه على ما وراء النهر، تعرضت جيوش السلطان للناس بحيث أجبرت المسلمين في بخارى وسمرقند على دفع الخراج إلى غير المسلمين القرة خطايين بدلا من الخوارميين، مما جعل الأهالي يعارضون سلطة الدولة الخوارزمية وينفرون منها.[73]
8. كان جنود المغول ذوي عرق ولغة وأخلاق وثقافة واحدة، على عكس جنود الدولة الخوارزمية. كما أن بعض رعايا الدولة لم يكونوا راضين عن حكم الخوارزميين، وكان هناك خلافًا شديدًا بين الجند الفارسيين وأتراك قنقلي والأتراك الخوارزميين، مما أدى إلى عدم الاتفاق بين الجنود الذين كانوا يقاتلون ضد المغول في خراسان وأفغانستان.[71]
9. تَقَاتُل أبناء السلطان محمد جلال الدين ورکن الدين وغياث الدين بعد وفاة أبيهم بدلا من إتحادهم لحرب المغول.[َ 66][71]
10. منع الخليفة الناصر لدين الله الذي تولى الحكم لمدة 46 عام مساعدة العراق وأمراء الجزيرة والشام والروم للخوارزميين، رغم استغاثة السلطان محمد له بالمساعدة.[71]

### دور ثقافة ومعتقدات الشعب
انتشرت المعتقدات الصوفية بين شعب خوارزم، علاوة على بعض الحكام مثل نظام الملك (408-485 هـ) الوزير الهام في البلاط السلجوقي الذي كان ممن يشجعون الصوفية، فظهر الكثير من كبار المتصوفين والخانقاه في المدن الفارسية خلال العهد الخوارزمي حتى الغزو المغولي. من بين مشاهير الصوفية في تلك الفترة كان عبد القادر الجيلاني (471-561 هـ) مؤسس الطريقة القادرية، الذي أمضى عمره بالكامل في الانزواء، وكان يدعو الناس لترك الدنيا وانقطاع آمالهم الدنيوية. كان يعتقدون الصوفيون بضرورة التسليم للقدر تحت أي ظرف، وضرورة التصالح مع الصديق والعدو. كما كانوا يعتقدون بأن الشر والزوال أمر ثابت ودائم، وكانوا يعتقدون بأن الطريق الوحيد للتخلص من المصائب والمشاكل هو تحرير النفس والإنكار المطلق للحياة، وأن كل مشكلة تحدث ترجع لسبب ما في النفس. لذا، فقد اعتقد الصوفية أن غزو المغول كان بسبب خطايا الناس في دينهم، وتعلقهم بالدنيا، والبعض الآخر من الصوفية كانوا يعتقدون بأن سبب الغزو هو قتل مجد الدين البغدادي على يد السلطان محمد.
تذكر الكتب التاريخة المكتوبة في هذا العهد مثل تاريخ جهانجشاي الجويني بأن سبب الغزو هو عذاب إلهي، واعتبر هذا الكتاب الغزو المغولي آية على غضب الله، وأن الناس آمنوا بأن سبب قوة جنود المغول هو القضاء والقدر الإلهي. واعتبرت الكتب التاريخية في هذا العهد مقاومة الشعب للمغول في أي مكان كان أمر غير عقلاني.

### الخوف العالمي من المغول
انتشرت أخبار جرائم المغول خلال حملتهم الأولى، فوقع الخوف العظيم من المغول في قلوب الناس. وفي سنة 1238 م/638–637 هـ، بلغ خوف الناس من المغول لدرجة أن صائدي الأسماك في شواطئ هولندا لم يجرأوا على الصيد في بحر الشمال، مما جعل السمك يكثر في سواحل إنجلترا، وبيع فيها بأبخس الأثمان. كما لم يكن لشعب فارس الجرأة للقيام بأي شيء حتى الفرار. وقد كتب ابن الأثير قائلاً: «حکی لي رجلاً قال: كنت أنا ومعي سبعة عشر رجلاً في طريق، فجاءنا فارس من التتر، وقال لنا حتى يكتف بعضنا بعضًا، فشرع أصحابي يفعلون ما أمرهم، فقلت لهم: هذا واحد فلم لا نقتله ونهرب؟ فقالوا: نخاف! فقلت: هذا يريد قتلكم الساعة، فنحن نقتله، فلعل الله يخلصنا، فوالله ما جسر أحد أن يفعل! فأخذت سكينًا وقتلته وهربنا فنجونا»

## نتائج الغزو المغولي لخوارزم

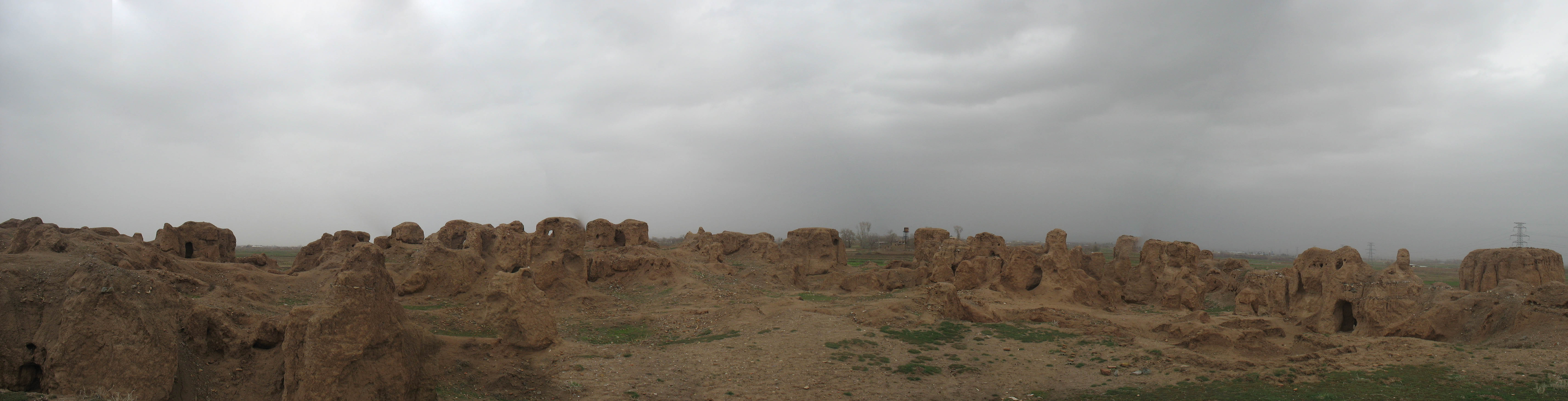
کُهَندِج جزء من أطلال نيسابور مساحتها 3500 هكتار، وتقع في جنوب نيسابور حاليًا؛ وتُعد أحد مراكز الدراسات الأثرية في نيسابور.

وفقًا لعالم الآثار علمداري، كان التدمير الثقافي والمعنوي أكبر من تدمير المدن والخسائر الاقتصادية، حيث استولى المغول على فارس دون أن يأتوا بأيدولوجية جديدة. دمر المغول المراكز العلمية والثقافية، فحرقوا الكثير من المكتبات، وأزالوا الكثير من المدن الكبيرة، وما يتبعها من مراكز فكرية. كما أدى تدمير المراكز العلمية والثقافية إلى انهيار الحركة التقدمية للمجتمع الخوارزمي، وازداد اعتقاد الناس بالخرافات أكثر من السابق، مما أسفر عن عدم اكتراث الناس بمصائرهم ومستقبلهم. اعتنق الكثير من الشعب المذهب الصوفي في تلك الفترة، لما وجدوا فيه الملاذ المعنوي والفكري لهم.

### انخفاض عدد السكان

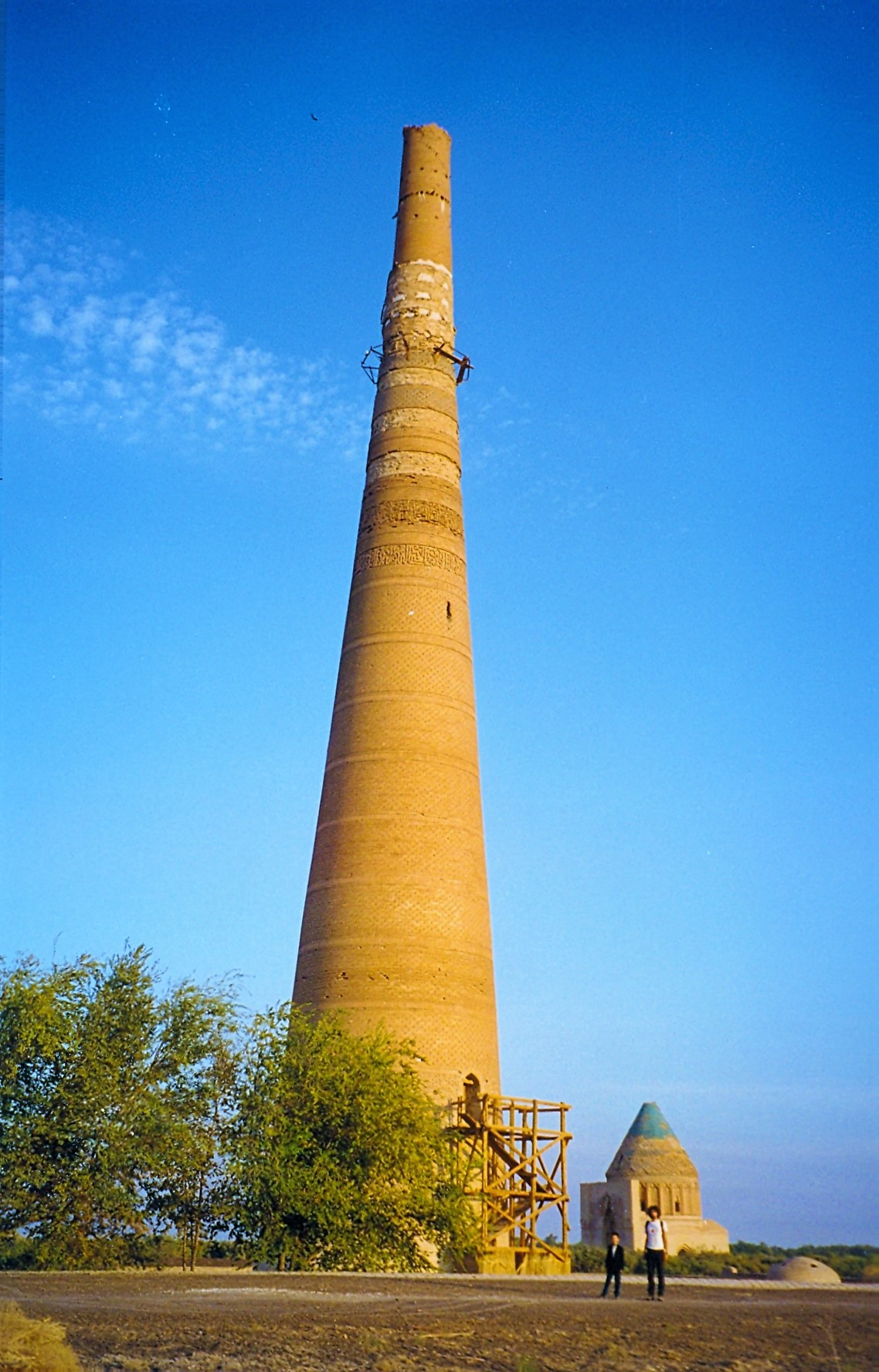
منارة قوتلوغ تيمور ومرقد علاء الدين تکش من المباني النادرة المتبقية من عاصمة خوارزم كهنه غرغانج. هذان الأثران يقعان في شمال غربي تركمانستان حاليًا.

كان انخفاض عدد السكان في المدن أحد أسباب انهيار الاقتصاد الفارسي بعد الغزو المغولي. لا تعطي المصادر أي بيانات إحصائية حول عدد سكان فارس قبل وبعد الغزو المغولي. على الرُغم من أنَّ المصادر التي تناولت إحصائيَّات ضحايا الغزو المغولي، سواء أكانت مصادر مُنحازة أو مُعارضة لِلمغول، تتحدث عن أعدادٍ كبيرةٍ جدًا من القتلى لِدرجةٍ يُصبح من الصعب معها الاعتقاد بِوُجود مثل هذا العدد الكبير من السُكَّان آنذاك، ولكن هذه الإحصائيات تُظهر الكيفية التي نظر بها الناس لغزو المغول. يُعتبر الجويني من المؤرخين المنحازين للمغول، فيقول: «كل مكان كان فيه 100 ألف، لم يبق فيه 100 نسمة». بالرغم هذا، ذكر جون مان الخسائر 1.25 مليون بما فيهم المدنيين يشكّلون 25% من السُكَّان.
علاوة على الإبادة الجماعية للشعوب، كان المغول يسترقّون الناس، فلقي الكثيرون حتفهم نتيجة للأمراض والمجاعات. كما كان هولاكو خان يستخدم الناس كدروع بشرية تتحرك أمام جيشه أثناء فتوحاته للمدن والأمصار الجديدة.

### انهيار الزراعة
وفقًا للمصادر التاريخية، كانت الزراعة سائدة بنيسابور والكثير من المدن الخوارزمية. ولم تكن غالبية الأراضي الزراعية تحظى بالأمطار والأنهار، ولكنها اعتمدت على أعمال الري المنظم الذي يتولاه المزارعون كإنشاء قنوات الري الاصطناعية وهو المورد الذي كان متطورًا حينها، واعتمدت الزراعة عليه تمامًا. لذا، فقد تدمّرت شبكات الري نتيجة غزوات المغول. كتب المؤرخ ل‍ئودو ه‍ارت‍وج في كتاب تاريخ المغول فقال: «أنشأ الفرس القنوات الاصطناعية في خوارزم التي تنقل ماء نهر جيحون إلى المناطق المجاورة. وبالطبع جعلت تلك المنشئات خوارزم أكثر مدن إيران تطورًا، وأصبحت العاصمة غرغانج مركزًا تجاريًا هامًا. لكنها تدمّرت عن بكرة أبيها بعد الغزو المغولي».
كما استهلكت دواب المغول الأراضي الزراعية الفارسية، فانهارت الزراعة في فارس. بالإضافة إلى هجرة سكان المدن والقرى وتبديلهم لنمط معيشتهم بالاعتماد على الترحال والتنقل بسبب عدم وجود الأمن والإستقرار، ففقدت الأراضي الزراعية من يرعاها. كان لهذه التغييرات في التركيبة السكَّانيَّة أثرها المدمر على الزراعة في فارس.

### استعباد أصحاب المهن
كان المغول على دراية بأهمية المهنيين، ودورهم في الإنتاج والتقدّم. وقد ذكرت المصادر بوضوح استعباد المغول لأصحاب المهن في نيسابور وسمرقند وغرغانج ومرو، وإرسالهم إلى مغولستان. أثّر نقل آلاف المهنيين أثره السلبي الشديد على الهيكل الاقتصادي الفارسي والخوارزمي، وكان أحد أسباب انهياره بعد الغزو.

### هجرة المفكرين
بعد الغزو المغولي، هاجر العلماء الذين لم يلقوا حتفهم على يد المغول إلى مناطق أكثر أمنًا، تعد آسيا الصغرى التي حكمها سلاجقة الروم من المناطق القليلة التي بقت آمنة، وبقيت آثار العلمية بعيدة عن خطر التدمير. كان بدر الدين لؤلؤ حاكمًا على الموصل والمناطق المجاورة لها من قبل الدولة الأيوبية، ثم استقل عنها وصار تابعًا للمغول، مما جعل الموصل ملاذًا آمنًا للعلماء من المغول. كذلك أصبح السلغوريون تابعين للمغول، وأصبحت مناطق سيطرتهم في ولاية فارس وضفة الخليج العربي ملجئًا للنازحين، وخاصة العلماء.
كما كان وادي السند وشبه القارة الهندية بمنأى عن غزوات المغول، والتي حكمها مماليك الهند (602-689 هـ)، وحافظوا على الثقافة الإسلامية والفارسية. ورغم بدأ هجرة الأدباء الفارسيين إلى الهند منذ العهد الغزنوي، إلا أن هجرتهم الفعلية كانت بسبب الغزو المغولي آنذاك، ومن بين العلماء الذين هاجروا إلى الهند حينئذ محمد عوفي ومنهاج السراج.

### ازدهار العلاقات التجارية
اهتم المغول كثيرًا بالتجارة، وبعدما فتحوا بلدان آسيا الوسطى والغربية قاموا بتعزيز التجارة أكثر من سبق. وبعد أن دان الجزء الأكبر من آسيا للمغول، سنّ جنكيز القوانين والسياسات التي قللت المشاكل التجارية التي أوجدتها الخلافات الدينية والمذهبية والحدودية والثقافية هناك. كما أصبحت الطرق الخاضعة للمغول آمنة، وازدهرت العلاقات التجارية بين فارس والصين، كما أقامت السياسيات الإلخانية الدولية في فارس بعلاقات تجارية مع أوروبا والشام ومصر.

### إلغاء النفوذ السياسي للخلافة في فارس
مع تشكيل الدولة الإلخانية، باتت فارس دولة منسجمة، وأنهى الإلخانيون تبعيتها للدولة العباسية، كما سحقوا الحكومات الذاتية وأمراء الطوائف الذين كانوا سببًا رئيسيًا في انقسام فارس، كما استأصلوا الدول والجماعات المثيرة للفتنة والتفرقة مثل الحشاشين الإسماعيليين، واستفادوا من الوزراء الفُرس مما ساعد في انتشار وهيمنة الثقافة الفارسية، فكان لهؤلاء الوزراء دورهم في التمهيد لإنشاء الدولة الصفوية التي تُعد فصلاً جديدًا في تاريخ فارس.
يقول المؤرخون الإيرانيون المعاصرون أن الخلفاء العباسيين والحشاشين الإسماعيليين كانوا يحولون دون استقلال فارس، ولكن بعد تدمير الخلافة والحشاشين على يد المغول، فقد هؤلاء كل نفوذ لهم في البلاد الإيرانية، مما مهد الطريق نحو استقلال فارس في تاريخها الحديث بعد عدة سنوات، حيث تمكّن إسماعيل الصفوي من تأسيس إيران الحديثة بنظام سياسي ومذهبي مستقل.

### سقوط بغداد

خريطة الدولة الإلخانية في 735 هـ/1335 م

تمكن المغول بقيادة هولاكو خان حاكم إلخانيَّة فارس من احتلال بغداد عاصمة وحاضرة الخلافة العبَّاسيَّة في 9 صفر 656 هـ/10 شُباط (فبراير) 1258م، بتكليفٍ من الخاقان الأكبر مونكو خان الذي طلب من أخيه هولاكو استكمال فُتُوحات المغول في غرب آسيا التي كان قد بدأها جدهما جنكيز خان، وهو ما قام به هولاكو حيث تمكن جيشه من اقتحام بغداد بعد أن حاصرها 12 يومًا، فدمَّرها وأباد مُعظم سُكَّانها.

### تأسيس الدولة الإلخانية
يعد «هولاكو» المؤسس الأول لسلسلة السلاطين المغول في «إيران» و«العراق» الذين ظلوا يحكمون هذه البلاد من سنة 654هـ حتى سنة 756هـ. قسّم هولاكو الممالك المفتوحة بين أبنائه والأمراء الخاضعين لأوامره، وجعل هولاكو «سيف الدين الخوارزمي» وزيرًا له. وقد تُوفى هولاكو سنة 663هـ عمر يناهز 48 عامًا، بعدما مرض بالقرب من بحيرة أرومية، وخلفه ابنه «أباقا خان» في حكم البلاد. وقد جنحت الدولة الإلخانية منذ إنشائها إلى الاستقلال عن العاصمة المغولية، في أمور السياسة والحكم - منذ عهد «أباقا خان» - وكان حكامها مستقلون تمامًا عن العاصمة قره قرم. وقد ساعد البعد الجغرافي الذي يفصل بين «مغولستان» والإلخانيين في «إيران» و«العراق»، على أن يتخذ الإلخانيون أساليب وعادات ونظمًا وغير ذلك من التقاليد الحضارية التي كانت موجودة في «إيران»، والتي لم يعهدها المغول من قبل، فأصبح الإلخانيون وكأنهم من ملوك الفرس. وجعل «آباقا» قائده الأمير «سونجاق» واليًا على «العراق» وإقليم «فارس»، ففوض هذا الأمير بدوره المؤرخ «عطاء المُلك الجويني» في حكم «العراق»، وعهد «آباقا» بمنصب الوزارة إلى «شمس الدين محمد الجويني» أخي «علاء الدين»، فكانا سببًا من أسباب ازدهار دولة «آباقا».